# Strade di Bari
Questa lista è suscettibile di variazioni e potrebbe essere incompleta o non aggiornata.

Questa voce elenca le strade della città di Bari, con una breve descrizione.
Nel caso di odonimi riferiti a persone, l'elenco riporta il nome completo. Tuttavia nei cartelli stradali, nella quasi totalità dei casi si trova solo l'iniziale del nome proprio, mentre nell'uso comune ci si riferisce alla strada col solo cognome.

## Municipio 1
| Odonimo                                                                 | Quartiere (Località)          | Precedente odonimo                                                                  | ex Circ.      | Cap                                                                                          | Note all'odonimo | Ubicazione |
| ----------------------------------------------------------------------- | ----------------------------- | ----------------------------------------------------------------------------------- | ------------- | -------------------------------------------------------------------------------------------- | --- | --- |
| Adua (largo)                                                            | Murat                         |                                                                                     | VII           | 70121                                                                                        | Città dell'etiopia | Tra i civici 3 e 5 di Lung.re A.Di Crollalanza, Via S.Cognetti e Via F.sco S. Abbrescia |
| Alighieri Dante (via)                                                   | Murat                         | Via Caffarelli Gaetano                                                              | IX            | 70121(1-81), (2-96) , 70122(83-197), (98-208)                                                | Sommo poeta (1265 - 1321) | Da Corso Cavour 121 – 123 a Via Quintino Sella |
| Altamura (Via)                                                          | Libertà                       |                                                                                     | VIII          | 70122                                                                                        | Comune della Puglia | Tra Via Manzoni 97 e Via Trevisani 114 |
| Amedeo Principe (via)                                                   | Murat, Libertà                | Via Giacomo Matteotti – Via Marco Bressani                                          | IX            | 70121(1-73,2-92) 70122(75-191,94- 208)                                                       | Duca d'Aosta (1845 - 1890) | Da Corso Cavour 101 – 103 a Via Quintino Sella |
| Andrea da bari (via)                                                    | Murat                         |                                                                                     | IX            | 70122(1-47, 2-40) , 70121(civici restanti)                                                   | Giureconsulto (secc.XII - XIII) | Da Corso Vitt.Emanuele 72 a Piazza Umberto I |
| Argiro (via)                                                            | Murat                         |                                                                                     | IX            | 70122(1-41), (2-42) , 70121(civici restanti)                                                 | Famoso condottiero (1068) | Dal civico 36 di Corso Vitt.Emanuele II a Piazza Umberto I |
| Babudri Francesco (Via)                                                 | Libertà                       | II Traversa Brigata Bari                                                            | VIII          | 70123                                                                                        | Storico (1879 - 1963) | Tra i civici 92/C e 94 di Via Brigata e Divisione Bari |
| Bandiera Fratelli (Via)                                                 | Libertà                       |                                                                                     |               | 70123                                                                                        | Patrioti del Risorgimento (1844) | Da Via F.sco Crispi a Via Principe Amedeo |
| Barletta (Via)                                                          | Libertà                       |                                                                                     | VIII          | 70123                                                                                        | Città della Puglia | Da Via Manzoni 67 a Via Trevisani 106 |
| Battaglia Di Monte Lungo (Via)                                          | Libertà                       | Trav. al n.314 di Via Napoli                                                        |               | 70123                                                                                        | (Dicembre 1943) | Tra i civici 314 e 314/A di Via Napoli a Via T.Fiore |
| Battisti Cesare (piazza)                                                | Murat                         |                                                                                     | IX            | 70121                                                                                        | Patriota (1875 - 1916) | Sita tra le Vie Cairoli 140, Crisanzio 1, Nicolai 41/A, Garruba 1 e Suppa 5 |
| Bavaro Nicola (Via)                                                     | Libertà                       | Via Mario Rossani II Tratto                                                         | VIII          | 70123                                                                                        | Sindaco di Bari (1857 - 1933) | Dopo il civico 220 di Via Trevisani a Via Casale Y Figoroa |
| Beata Elia di san Clemente (via)                                        | Murat                         | Ultimo tratto di Via De Rossi                                                       | IX            | 70122                                                                                        | Carmelitana (1901 - 1927) | Da Via Crisanzio a Corso Italia |
| Beatillo Antonio (Via)                                                  | Murat                         |                                                                                     | IX            | 70121                                                                                        | Storico (1570 - 1642) | Da Corso Cavour dopo il civico 145 a Piazza Umberto I |
| Bonazzi Giambattista (Via)                                              | Murat                         |                                                                                     | VIII          | 70123(1-49, 2-52) 70122(civici restanti)                                                     | Nobile barese | Da Piazza Garibaldi 31 a Corso Vittorio Veneto |
| Bosco Don Giovanni (Via)                                                | Libertà                       |                                                                                     | VIII          | 70123                                                                                        | Filantropo ed educatore (1815 - 1888) | Da Via Libertà dopo il civico 65 a Via Brigata e Divisione Bari |
| Bottego Vittorio (Via)                                                  | Libertà                       |                                                                                     | VIII          | 70123                                                                                        | Esploratore (1860-1897) | Da Via F.sco Crispi 83/E a Corso G.Mazzini |
| Bovio Giovanni (Via)                                                    | Libertà                       |                                                                                     | VIII          | 70123                                                                                        | Filosofo positivista (1837 - 1903) | Da Via Trevisani a Via Malta |
| Bozzi Giuseppe (Via)                                                    | Murat                         |                                                                                     | VII           | 70121                                                                                        | Patriota e Giurista insigne (1786 - 1862) | Da Via Cardassi 36 - 38 a Piazza Eroi del Mare 15-16 |
| Brigata E Divisione Bari (Via e Traversa)                               | Libertà                       |                                                                                     | VIII          | 70123                                                                                        | Reparto militare | Dal sottopasso a Via Brigata Regina. Da Via Ricciotto Canudo a Via Pietro Oreste. Da Via F.sco Crispi 149/B a Corso Vitt.Veneto 28.                                                                               |
| Bruno Giordano (Largo)                                                  | Murat                         | Largo dei Legionari                                                                 | VII           | 70121                                                                                        | Filosofo (1548 - 1600) | Da Lung.re A.Di Crollalanza confina con Via XXIV Maggio e Via V.N. De Nicolò |
| Bucci Mimmo (Giardino)                                                  | Libertà                       |                                                                                     | VIII          | 70123                                                                                        | cantante barese | Giardino ubicato tra Via Gen. De Bernardis, Via Mons. Nitti e Via Don Bosco |
| Bux Canonico (Via)                                                      | Libertà                       | I Trav. Martiri d’Otranto                                                           | VIII          | 70123                                                                                        | Fondatore dell'Istituto Salesiano "Redentore" (1824-1914) | Da Via Mons. F.sco Nitti a Via Brigata e Divisione Bari |
| Caduti Di Via Fani (Via)                                                | Murat                         |                                                                                     | IX            | 70121                                                                                        | 16/03/1978 | Tratto di Via Zuppetta, da Corso Cavour a Piazza Moro |
| Cairoli Benedetto (Via)                                                 | Murat                         | Via Banco                                                                           | IX            | 70122                                                                                        | Patriota (1825 - 1889) | Da Corso Vitt.Emanuele II, dopo il civico 84 a Via Nicolai |
| Calefati Alessandro Maria (Via)                                         | Murat, Libertà                |                                                                                     | IX, VIII      | 70121(1-61/H-2-86) 70122(63-187,88- 214)                                                     | Teologo (1726 - 1793) | Da Corso Cavour a Via Ettore Fieramosca |
| Canudo Ricciotto (Via)                                                  | Libertà                       | Via priv. Capitolo                                                                  | VIII          | 70123                                                                                        | Letterato (1877 -1923) | Da Via Napoli 293/A – 293/B a Via Scacchi 2 |
| Capruzzi Giuseppe (Via)                                                 | Murat, Madonnella, Libertà    | Estramurale Capruzzi                                                                | IX, VII, VIII | 70126, 70124                                                                                 | Sindaco di Bari (1847 - 1912) | Da Via Amendola 1 a Via Michele Cifarelli - passaggio a livello Bari-Taranto |
| Carboneria (Corso Della)                                                | Libertà                       | Prol.to Corso Mazzini                                                               | VIII          | 70123                                                                                        | Società segreta sorta in Calabria i primi dell'800 | Da Via Brigata Regina a Via Tommaso Fiore |
| Cardassi (Via)                                                          | Murat                         |                                                                                     | VII           | 70121                                                                                        | Antica famiglia di origine veneta | Da Corso Cavour 82 a Via Abbrescia 54/A |
| Carducci Giosue’ (Via)                                                  | Murat                         | Vico I Madonna dell'Arco                                                            | VIII, IX      | 70122                                                                                        | Poeta (1835 - 1907) | Da Via S.Francesco d’Assisi dopo il civico 55 a Largo Fraccacreta |
| Carofiglio Vito (Giardino)                                              | Murat                         |                                                                                     | IX            | 70122                                                                                        | Poeta (1935-1996) | Area a verde sul Lungomare Imperatore Augusto |
| Casale Y Figoroa Ten. (Via)                                             | Libertà                       | Via Casermaggio                                                                     | VIII          | 70123                                                                                        | Medaglia d'Oro (1906 - 1936) | Da Via Crisanzio 214 – 216 a Corso Italia |
| Cavour (Corso)                                                          | Murat                         |                                                                                     | VII, IX       | 70121, 70122(1 -41) 70121(civici restanti)                                                   | Statista (1810 - 1861) | Da Corso Vittorio Emanuele II a Via Dieta di Bari |
| Celentano Marcello (Via)                                                | Murat                         |                                                                                     | VII           | 70121                                                                                        | Avvocato (1715 - 1779) | Da Corso Cavour 108 a Via Abbrescia 30 |
| Chiaia Giovanni (Via)                                                   | Libertà                       | I Priv. Capitolo                                                                    | VIII          | 70123                                                                                        | Letterato (1799 - 1888) | Da Via Brigata Regina 122 – 124 a Via Ricciotto Canudo |
| Cognetti Salvatore (Via)                                                | Murat                         |                                                                                     | VII           | 70121                                                                                        | Economista (1844 - 1901) | Da Corso Cavour 20 a Via Abbrescia 102 |
| Costa Andrea (Via)                                                      | Libertà                       | Trav. ViaNapoli 290                                                                 | VIII          | 70123                                                                                        | Pioniere del socialismo (1851 - 1910) | Tra i civici 288/A e 290 di Via Napoli, termina a Via Davide Lopez |
| Costantino Saverio (Via)                                                | Libertà                       | Via Villa S.Giovanni-Via S.Costantino                                               | VIII          | 70123                                                                                        | Uomo politico (1868-1915) | Dal civico 112 di Via F.sco Crispi a Via G.Bovio 43/L |
| Crisanzio Scipione (Via)                                                | Libertà, Murat                |                                                                                     | VIII, IX      | 70123, 70122                                                                                 | Benefattore (sec. XVI) | Da Piazza Umberto I e Via De Cesare 1 a Via Martiri d’Otranto 74 |
| Crispi Francesco (Largo, Via e Vico)                                    | Libertà                       |                                                                                     | VIII          | 70123                                                                                        | Statista (1818 - 1901) | Alla confluenza di Via M.Pagano con Via F.sco Crispi. Da Piazza Garibaldi 75 – 76 al sottovia Bruno Buozzi. Da Via Francesco Crispi 238/A – 240 (chiuso).                                                         |
| Croce Rossa Italiana (Giardino)                                         | Murat                         |                                                                                     | IX            | 70122                                                                                        | | Giardinetto sul Lungomare Imperatore Augusto |
| Curzio Francesco (Via)                                                  | Libertà                       | II Priv. Sassanelli                                                                 | VIII          | 70123                                                                                        | Poeta e patriota (1822 - 1901) | Da Via Napoli 292 –294 a Corso della Carboneria |
| Dall’arca Niccolò (Via) Detto Anche Dell’Arca                           | Murat                         |                                                                                     | IX            | 70121                                                                                        | Scultore (1440 - 1494) | Da Piazza Umberto I dopo il civico 48 a Piazza Moro |
| Davanzati Forges Giuseppe (Via)                                         | Murat                         |                                                                                     | IX            | 70121                                                                                        | Matematico e scienziato (1655 - 1755) | Da Corso Cavour 171 al civico 34 di Piazza Umberto I |
| D’azeglio Massimo (Via)                                                 | Libertà                       |                                                                                     | VIII          | 70123                                                                                        | Uomo politico, scrittore (1798 - 1866) | Da Via Napoli 178, termina oltre Via Ettore Fieramosca |
| De Bernardis Generale (Via)                                             | Libertà                       | Via De Crescenzo                                                                    | VIII          | 70123                                                                                        | Eroe della guerra d'Africa (morì nel 1921) | Da Via F.sco Crispi 188 – 192 a Via Valdocco |
| De Cesare Raffaele (Via)                                                | Murat                         |                                                                                     | IX            | 70122                                                                                        | Storico ed economista (1845 - 1918) | Da Piazza Umberto I dopo il civico 63 a Piazza Moro |
| De Crescenzo Nicola (Via)                                               | Libertà                       |                                                                                     | VIII          | 70123                                                                                        | Giurista (1836 - 1895) | Da Via Nitto De Rossi 2 a Via Hrand Nazariantz |
| De Cristoforis Colonnello (Via)                                         | Libertà                       |                                                                                     | VIII          | 70123                                                                                        | Medaglia d'Oro (1841 - 1887) | Da Via F.sco Crispi 83 (Case Popolari) a Corso Mazzini 112 |
| De Giosa Nicola (Via)                                                   | Murat                         |                                                                                     | VII           | 70121                                                                                        | Operista (1819 - 1886) | Da Via S.Cognetti 29 a Via Carulli 32 |
| De Nicola Enrico (Piazza)                                               | Libertà                       |                                                                                     | VIII          | 70123                                                                                        | Uomo politico (1877 - 1959) | Piazza antistante il Palazzo di Giustizia (piazza recintata) |
| De Nicolo’ Vito Nicola (Via)                                            | Murat                         |                                                                                     | VII           | 70121                                                                                        | Giurista e scrittore (1851 - 1902) | Da Via Imbriani 64/A a Largo Giordano Bruno |
| De Pergola Padre (Piazza)                                               | Murat                         | tratto di Via S.Francesco d’Assisi                                                  | VIII          | 70122                                                                                        | Fu Rettore dell'Ist. Di Cagno Abbrescia | All’incrocio delle Vie Latilla, S.Francesco d’Assisi, Napoli e Giosuè Carducci |
| De Rossi (Via)                                                          | Murat                         |                                                                                     | IX            | 70122                                                                                        | Nobile famiglia barese | Dal civico 120 di Corso Vittorio Emanuele II a Via Crisanzio |
| Di Crollalanza Araldo (Lungomare)                                       | Murat                         |                                                                                     | VII           | 70121                                                                                        | Senatore e Benemerito Amministratore (1892 - 1986) | Tratto iniziale del Lung.re N.Sauro, da Piazza IV Novembre a Piazza A.Diaz |
| Disfida Di Barletta (Piazza)                                            | Libertà                       |                                                                                     | VIII          | 70123                                                                                        | A ricordo della sfida tra italiani e francesi | Tra Via Napoli e Via Ettore Fieramosca |
| Eritrea (Via)                                                           | Murat                         | Via Quattro Bocche                                                                  | VIII          | 70123                                                                                        | Regione dell'Africa nod-orientale | Da Via Crisanzio dopo il 110/C a Corso Italia |
| Eroi Del Mare (Piazza)                                                  | Murat                         |                                                                                     | VII           | 70121                                                                                        | | Da Corso Cavour, confina con Via Fiorese, Via Quarnaro e Via Bozzi; termina al Lungo.re Araldo di Crollanza |
| Eroi Di Dogali (Via)                                                    | Libertà                       | Via Francesco De Santis                                                             | VIII          | 70123                                                                                        | Storici soldati italiani | Da Via Napoli 333 – 333/A a Via P.Oreste |
| Exultet (Piazzale Dell’)                                                | Libertà                       | Piazzale della Necropoli                                                            | VIII          | 70123                                                                                        | Ad noctem istam non tenebrarum sed luminis matrem (Dall'Exultet di Bari - XI Sec) | Dal civico 251 di Via F.sco Crispi agli ingressi secondari del Cimitero di Bari |
| Fieramosca Ettore (Via)                                                 | Libertà                       |                                                                                     | VIII          | 70123                                                                                        | Capo dei 13 partecipanti alla Disfida di Barletta | Da Piazza Disfida di Barletta a Via Nicolai 339 – 341 |
| Filippo Giuseppe (Sottovia)                                             | Libertà Picone (Municipio 2)  |                                                                                     | VIII III      | 70123                                                                                        | Medaglia d'oro al Merito civile (1930 - 1980) | Da Via Brigata e Divisione Bari a Viale Pasteur |
| Fiore Tommaso (Via)                                                     | Libertà                       | Traversa Via Napoli 310                                                             | VIII          | 70123                                                                                        | Scrittore meridionalista (1884 - 1973) | All’altezza del civico 310/B-312 di Via Napoli a Corso della Carboneria |
| Fiorese Sabino (Via)                                                    | Murat                         | Via Armando Perotti                                                                 | VII           | 70121                                                                                        | Sociologo ed economista (1851 - 1935) | Da Corso Cavour 2-4 a Piazza Eroi del Mare |
| Fiorino Michele (Via)                                                   | Libertà                       | I Trav. Ettore Fieramosca e I Trav. Corso Mazzini                                   | VIII          | 70123                                                                                        | Medaglia d'Oro (1912 - 1940) | Dal civico 19 di Via Ettore Fieramosca a Corso Mazzini |
| Fiume (Via)                                                             | Murat                         |                                                                                     | VII           | 70121                                                                                        | Porto sull'Adriatico | Da Via XXIV Maggio 31 a Via S.Cognetti 36 |
| Fonte Renata (Via)                                                      | Libertà                       | Trav. Battaglia di monte Lungo                                                      | VIII          | 70123                                                                                        | Vittima di mafia (1951-1984) | Da Via Battaglia di Monte Lungo |
| Fornari Vito (Via)                                                      | Murat                         |                                                                                     | IX            | 70122                                                                                        | Filosofo e patriota (1821 - 1900) | Da Piazzetta Frati Cappuccini a Via De Rossi |
| Fraccacreta Angelo (Largo)                                              | Murat                         | Largo Milazzo – C.Borg Pisani                                                       | VIII, IX      | 70122                                                                                        | Economista (1882 - 1951) | Prospiciente Corso Vitt.Veneto dopo il civico 2, termina a Via Oriani e Via G.Carducci |
| Frati Cappuccini (Piazzetta Dei)                                        | Murat                         |                                                                                     | IX            | 70122                                                                                        | | Da Via Crisanzio (tratto iniziale di Via Vito Fornari) |
| Garibaldi Anita (Via)                                                   | Libertà                       |                                                                                     | VIII          | 70123                                                                                        | Patriota-eroina (1821 - 1849) | Da Via Napoli 262 – 264 a Corso Mazzini |
| Garibaldi Giuseppe (Piazza)                                             | Murat                         |                                                                                     | VIII          | 70122                                                                                        | Patriota(1807 - 1882) | Piazza compresa tra la fine di Corso Vitt.Emanuele e l’inizio di Via F.sco Crispi |
| Garibaldi Giuseppe (Ponte)                                              | Japigia, Madonnella           |                                                                                     | V, VII        | 70126                                                                                        | Imprenditore edile (1887 -1971) | Cavalcavia che inizia da Piazza A.Gramsci e termina a Via Peucetia |
| Garruba Michele (Via)                                                   | Murat                         |                                                                                     | VIII, IX      | 70122(61/A-201,46/A-170) 70123 (civici restanti)                                             | Storico (1785 - 1854) | Da Piazza Cesare Battisti 2-3 a Via Pietro Ravanas 298-300 |
| Gimma Abate Giacinto (Via)                                              | Libertà, Murat                |                                                                                     | VIII, IX      | 70121(1-85,2-66) 70122 (87-195/C,68- 176/A), 70122 (197-291,178-308) 70123 (civici restanti) | Letterato (1668 - 1735) | Da Corso Cavour 41/Bis-45 a Via Pietro Ravanas |
| Gimma Madre Teresa (Largo)                                              | Murat                         |                                                                                     | IX            |                                                                                              | Fondatrice Monastero Santa Teresa Nuova (1880 - 1948) | Da Corso Cavour 41/Bis |
| Giovacchini Petru (Viale)                                               | Libertà                       | Trav. Curzio Francesco-dei Mille                                                    | VIII          | 70123                                                                                        | Irredentista corso (1910 - 1955) | Da Via F.sco Curzio 61 – 63 a Via P.Paoli |
| Grandi Achille (Via)                                                    | Libertà                       | Trav. al n.331/B di Via Napoli                                                      | VIII          | 70123                                                                                        | Sindacalista (1883 - 1946) | Dal civico 331/B di Via Napoli a Via P.Oreste |
| Hermanin Federico (Via)                                                 | Libertà                       | Trav. Via M.Mirenghi                                                                | VIII          | 70123                                                                                        | Storico dell'arte (1868 - 1953) | Da Via Michele Mirenghi 38 a Via Brigata Regina 29 |
| Imbriani Matteo Renato (Via)                                            | Murat                         |                                                                                     | VII           | 70121                                                                                        | Patriota (1843 - 1901) | Da Corso Cavour 56 a Piazza Diaz 11 |
| Indipendenza (Via)                                                      | Libertà                       |                                                                                     | VIIVIII       | 70123                                                                                        | in ricordo del periodo risorgimentale | Da Via Francesco Crispi 130-132 a Via Nicolai 397-399 |
| Italia (Corso)                                                          | Libertà, Murat                | Via Carlo Rosselli                                                                  | VIII, IX      | 70123                                                                                        | Stato dell'Europa centro-meridionale | Da Piazza Moro e Via De Cesare a Via Martiri d’Otranto |
| Japigia (Viale)                                                         | Japigia                       |                                                                                     | V             | 70126                                                                                        | Antico nome della Puglia | Da Via G.Oberdan al Torrente Valenzano |
| Jatta Giovanni (Via)                                                    | Libertà                       |                                                                                     | VIII          | 70123                                                                                        | Giureconsulto (1767 - 1844) | Da Via Bottego 4 a Via Brigata Regina 13 |
| Kolbe Massimiliano Padre (Via)                                          | Japigia                       | Trav. al n.28/O di Via Caldarola                                                    | V             | 70126                                                                                        | Martire (1894 - 1941) | Dal civico 28/O di Via Caldarola a Via Salapia |
| Latilla Gaetano (Via)                                                   | Murat                         |                                                                                     | VIII, IX      | 70122                                                                                        | Musicista (1711 - 1788) | Da Via S.F.sco d’Assisi a Corso Vitt. Emanuele, dopo il civico 181 |
| Libertà (Piazza Della)                                                  | S.Nicola                      | Piazza dell’Impero                                                                  | IV            | 70122                                                                                        | | Piazza prospiciente il Palazzo del Governo, tra Piazza Massari e Corso Vittorio Emanuele |
| Libertà (Via)                                                           | Libertà                       |                                                                                     | VIII          | 70123                                                                                        | Per commemorare le lotte per la libertà d'Italia e la sua unità | Da Via Bovio 92 – 94 a Via Crisanzio 193 |
| Libia (Via)                                                             | Madonnella                    |                                                                                     | VII           | 70121                                                                                        | Stato dell'Africa settentrionale | Da Corso Sonnino 129 a Via Dieta di Bari |
| Liside (Via)                                                            | Japigia                       | Trav. al 170/B di Viale Japigia                                                     | V             | 70126                                                                                        | Filosofo (388 a.C.) | Dal civico 170/B di Viale Japigia alla stazione Parco Sud |
| Lofoco Pasquale Cap. (Via)                                              | Japigia                       | Trav. al n.54/G di Via Gentile                                                      | V             | 70126                                                                                        | Medaglia d'Argento al V.M. (1921-1984) | Dal civico 54/G di Via Giovanni Gentile |
| Loiacono Natale (Via)                                                   | Japigia                       | Area di circolazione comprendente parte di Strada Campione e parte di Via Caldarola | V             | 70126                                                                                        | Sindaco di Bari (1885 - 1966) | Da Via G.Gentile a Via Caldarola |
| Lombardi Francesco (Via)                                                | Murat                         |                                                                                     | IX            | 70122                                                                                        | Politico (1654 - 1743) | Dai civici 155 – 157 di Corso Vitt.Emanuele II a Via Villari 34-36 |
| Lopez Davide (Via)                                                      | Libertà                       | Via Bottalico Giuseppe                                                              | VIII          | 70123                                                                                        | Poeta dialettale (1867 - 1953) | Da Via Brigata Regina 74 – 76 a Via F.Curzio 24 |
| Luigi Di Savoia Duca Degli Abruzzi (Piazza e Sottovia)                  | Murat                         | Piazza Giuseppe Di Vagno                                                            | VII           | 70121                                                                                        | Navigatore (1873 - 1933) | Da Via Carulli 41 a Via Dieta di Bari (piazza prospiciente la Caserma “D.Picca”) Dalla Piazza omonima a Via G.Capruzzi                                                                                            |
| Macalle’ (Via)                                                          | Torre a Mare                  |                                                                                     | V             | 70126                                                                                        | Città dell'Etiopia | Dopo il civico 3 di Via Dogali |
| Macario (Corte)                                                         | S.Nicola                      | Stradella Madonna dell’Arena                                                        | IX            | IX70122                                                                                      | Famiglia barese | Da Strada Bianchi Dottula 20 ed Attolini 9 (chiusa) |
| Madonna Della Stella (Strada, Trav. Strada, II Trav. Strada, Parallela) | Torre a Mare                  |                                                                                     | V             | 70126                                                                                        | Dopo il civico 59 di Via Bari a Strada detta della Marina, Dal civico 5 di Strada Madonna della Stella, Da Strada Madonna della Stella, Da Strada detta della Marina, dopo Strada Madonna della Stella | |
| Maggiore Vittorio (Via)                                                 | Japigia                       | Area di circolazione tra Via Caldarola e Padre Pio                                  | V             | 70126                                                                                        | Vittima del Dovere (1922 - 1973) | Da Via Caldarola a Via Padre Pio |
| Magna Grecia (Via)                                                      | Japigia                       |                                                                                     | V             | 70126                                                                                        | Colonie greche dell'Italia meridionale ed insulare (VIII-VI sec. a.C) | Da Viale Japigia a Via Caldarola ed oltre |
| Majer Massimiliano (Via)                                                | Libertà                       | Trav. Via Don Bosco                                                                 | VIII          | 70123                                                                                        | Archeologo (1856 - 1938) | Da Via Don Bosco 3/I – 3/L a Via Nicolai |
| Majerotti Rita (Giardino)                                               | Libertà                       | Giardino                                                                            | VIII          | 70123                                                                                        | Maestra elementare (1876 - 1960) | Area attrezzata tra C.so della Carboneria e Via Brigata Regina |
| Malcangi Vittorio (Via)                                                 | Libertà                       | I Trav. Via Nitto De Rossi                                                          | VIII          | 70123                                                                                        | Giurista (1890 - 1969) | Dai civici 26 – 28 di Via Nitto De Rossi |
| Maldacea Moise’ (Via)                                                   | Japigia                       | Trav. al n.58 di Via Gentile dal n.79/1 al n.79/9                                   | V             | 70126                                                                                        | Presidente C.R.I. di Bari (1826 - 1898) | Da Via Salvatore Quasimodo a Via degli Alpini d’Italia |
| Malta (Via)                                                             | Libertà                       | Priv. Costantino                                                                    | VIII          | 70123                                                                                        | Arcipelago del Mediterraneo meridionale | Da Via F.sco Crispi 180 – 182 a Via Principe Amedeo 527 - 529 |
| Mameli Goffredo (Via)                                                   | Japigia                       |                                                                                     | VII           | 70123                                                                                        | Patriota e poeta (1827 - 1849) | Da Via Ottavio Serena a Via Delfino Pesce |
| Manzoni Alessandro (Via)                                                | Libertà                       |                                                                                     | VIII          | 70123                                                                                        | Massimo scrittore (1785 - 1873) | Da Piazza Garibaldi 72 a Corso Italia |
| Mar Del Plata (Piazzetta)                                               | Torre a Mare                  | Area a verde pubblico                                                               | V             | 70126                                                                                        | Città argentina gemellata con Bari | Tra Viale Principi di Piemonte e Lung.re Duca degli Abruzzi |
| Marchese Di Montrone (Via)                                              | Murat                         |                                                                                     | IX            | 70122                                                                                        | (Giordano de' Bianchi - Dottula). Poeta e letterato (1775 - 1846) | Dal civico 94 di Corso Vitt.Emanuele II a Via Dante Alighieri |
| Marina (Strada Detta Della)                                             | Torre a Mare                  |                                                                                     | V             | 70126                                                                                        | | Da Strada Scizze 12 a Cala S.Giorgio |
| Marina (Via Della)                                                      | Torre a Mare                  |                                                                                     | V             | 70126                                                                                        | | Da Via Adriatica 2 a Lung.re Duca degli Abruzzi 1 |
| Marina Vecchia (Strada)                                                 | Japigia                       |                                                                                     | V             | 70126                                                                                        | | Da Strada Comite a Strada Cotizza |
| Marinelli Giovene Luigi (Via)                                           | Torre a Mare                  | Trav. al n.36 di Viale Grotta della Regina                                          | V             | 70126                                                                                        | Sindaco (1804 - 1894) | Dal civico 36 di Viale Grotta della Regina a Via Pitagora |
| Martinez (Strada)                                                       | S.Nicola                      |                                                                                     | IX            | 70122                                                                                        | Antica famiglia barese | Da Piazzetta 62 Marinai 19 a Strada S.Maria 3 – 4 |
| Martiri D’Otranto (Via)                                                 | Libertà                       |                                                                                     | VIII          | 70123                                                                                        | (1480) prigionieri trucidati perché non vollero ricusare la loro fede | Da Via Nicolai 276 a Corso Italia |
| Martiri Della Resistenza (Via)                                          | Torre a Mare                  | II Trav. Grotta della Regina                                                        | V             | 70123                                                                                        | | Da Via Grotta della Regina a Via Bari 35 |
| Martiri Di Marzabotto (Via)                                             | Japigia                       |                                                                                     | V             | 70123                                                                                        | | Da Via Caldarola a Via G.Papalia, adiacente al Torrente Valenzano |
| Masaniello (Via)                                                        | Japigia                       | Trav. Oberdan 8                                                                     | V             | 70123                                                                                        | Capopopolo (1620 - 1647) | Oberdan 8 a Via Peucetia |
| Massari Giuseppe (Piazza)                                               | Murat                         |                                                                                     | IX            | 70122                                                                                        | Politico (1821 - 1884) | Da Corso Vitt.Emanuele 129 e Piazza della Libertà a Corso Vitt.Veneto |
| Matteotti Giacomo (Via)                                                 | Madonnella                    | Via del Collettore                                                                  | VII           | 70121                                                                                        | Uomo politico (1885 - 1924) | Da Corso Sonnino a Lung.re N.Sauro |
| Maurelli (Largo, Vico)                                                  | S.Nicola                      |                                                                                     | IX            | 70122                                                                                        | Antica famiglia barese | Da Strada Lamberti 9 a Vico Maurelli Da largo Maurelli 15 a Strada Angiola 27 |
| Maurogiovanni Vito (Largo)                                              | S.Nicola                      |                                                                                     | IX            | 70122                                                                                        | Poeta, scrittore e giornalista (1924-2009) | Slargo di Via Venezia sovrastante l'Arco di San Nicola |
| Mazzini Giuseppe (Corso)                                                | Libertà                       |                                                                                     | VIII          | 70123                                                                                        | Patriota (1805 - 1872) | Da Via Trevisani 83 – 85 a Via Brigata Regina 43 – 45 |
| Mazzini Giuseppe (Via)                                                  | Torre a Mare                  | Via Dolò                                                                            | V             | 70123                                                                                        | | Da Via Leopardi 2 a Via Angelo Valle e Gianna Giglioli |
| Medaglie D’oro (Via Delle)                                              | Japigia                       | Trav. Japigia 145                                                                   | V             | 70123                                                                                        | | Da Viale Japigia 145 a Via Peucetia e Via Divisione Acqui |
| Mercantile (Piazza)                                                     | S.Nicola                      |                                                                                     | IX            | 70122                                                                                        | | Da Piazza del Ferrarese confina con le Strade Vallisa, Orefici e Fragigena, Vico Corsioli e Via Re Manfredi |
| Melo Da Bari (Via)                                                      | Murat                         |                                                                                     | IX            | 70122(1-41,2-42) e 70121(civici restanti)                                                    | Nobile condottiero (XI sec.) | Da Corso Vitt.Emanuele 20 a Via Caduti di Via Fani |
| Merloni Madre Clelia (Via)                                              | Japigia                       | Parallela Via Peucetia                                                              | V             | 70123                                                                                        | Benefattrice (1861 - 1930) | Da Piazza S.Francesco d’Assisi a Via Magna Grecia |
| Messapia (Via)                                                          | Japigia                       |                                                                                     | V             | 70123                                                                                        | Antico nome del Salento | Da Viale Japigia 58 – 60 alla ferrovia Bari – Lecce |
| Middorusso (Corte)                                                      | S.Nicola                      |                                                                                     | IX            | 70122                                                                                        | | Da Strada Quercia 10-11 |
| Milano Capitano Michele (Via)                                           | Libertà                       | Via Armando Cavalieri – Via Polveriera – II priv. Boffoli                           | VIII          | 70123                                                                                        | Medaglia d'Oro (1910 - 1941) | Da Via Napoli 323 – 325 a Via Scacchi 46 – 48 |
| Mincuzzi Michele Mons. (Piazzale)                                       | S.Nicola                      |                                                                                     | IX            | 70122                                                                                        | Vescovo di Bari (1913-1997) | Largo tra Via Ruggiero il Normanno e Corso Antonio De Tullio |
| Miramare (Salita)                                                       | S.Nicola                      |                                                                                     | IX            | 70122                                                                                        | | Corso Vitt.Emanuele 23 |
| Mirenghi Michele (Via)                                                  | Libertà                       |                                                                                     | VIII          | 70123                                                                                        | Civilista (1834 - 1892) | Da Via F.sco Crispi 117 – 119 a Corso Mazzini |
| Mola Emanuele (Via)                                                     | Madonnella                    |                                                                                     | VII           | 70121                                                                                        | Archeologo e letterato (1743 - 1811) | Da Via Carulli 67/F a Via G.Capruzzi e Via Oberdan |
| Monte Grappa (Via)                                                      | Torre a Mare                  |                                                                                     | V             | 70126                                                                                        | | Da Via Leopardi 9 a Via Dalmazia |
| Montenegro (Via)                                                        | Murat                         |                                                                                     | VII           | 70121                                                                                        | Regione della penisola balcanica | Da Via De Giosa 2 a Via Bozzi 20 |
| Monte Sei Busi (Via)                                                    | Torre a Mare                  |                                                                                     | V             | 70126                                                                                        | Monte conteso nella 1ª Guerra Mondiale | Da Via Leopardi e Via Mazzini a Via S.Nicola |
| Morea Notar (Corte)                                                     | S.Nicola                      |                                                                                     | IX            | 70122                                                                                        | Da Giovan Giuseppe Morena, antico notaio locale | Da Strada S. Giuseppe 34/A – 35 (chiusa) |
| Morelli E Silvati (Via)                                                 | Torre a Mare                  | Via Bari – verso Mola                                                               | v             | 70126                                                                                        | Martiri della libertà (1821) | Da Via C.Colombo al confine con Mola di Bari |
| Morgese (Corte)                                                         | S.Nicola                      |                                                                                     | IX            | 70122                                                                                        | Antica famiglia barese | Da Strada Attolini 13 – 14 |
| Moro Aldo (Piazza)                                                      | Murat                         | Piazza Roma                                                                         | IX            | 70122                                                                                        | Grande statista (1916 - 1978) | Piazza antistante la Stazione principale delle F.S. |
| Moscatelli (Corte)                                                      | S.Nicola                      |                                                                                     | IX            | 70122                                                                                        | Antica famiglia barese | Da Strada Martinez 3 – 4 |
| Muciaccia (Via Privata)                                                 | Madonnella                    |                                                                                     | VII           | 70121                                                                                        | | Tra i civici 25 e 25/A di Corso Sonnino (chiusa) |
| Muciaccia Ciccio (Giardino)                                             | Madonnella                    |                                                                                     | VII           | 70121                                                                                        | Fondatore Comitato Solidarietà Democratica | Area a verde a sud di Piazza A. Diaz |
| Murat Gioacchino (Via)                                                  | Libertà, Murat                |                                                                                     | IX            | 70122(25-41, 26-60)-70123 (civici restanti) 70122                                            | Generale (1771 - 1815) | Da Piazza Massari 38 a Via Pietro Ravanas 2 |
| Musacchio Canio (Via)                                                   | Japigia                       | Via Monfalcone                                                                      | VII           | 701236                                                                                       | Promotore del Socialismo barese (1869 - 1909) | Da Viale Imp.Traiano 30 – 32 a Lung.re Perotti |
| Musci Giuseppe (Via)                                                    | Japigia                       | Trav. al n.41/B di Via Caldarola                                                    | V             | 701236                                                                                       | Viticoltore (1879 - 1946) | Dal civico 41/B di Via Caldarola a Via L.Gurakuqi |
| Myra (Via)                                                              | Japigia                       |                                                                                     | V             | 701236                                                                                       | Città orientale della quale fu Vescovo S. Nicola | Dal civico 163 di Viale Japigia a Via Divisione Acqui |
| Nannei Enrico (Via)                                                     | Japigia                       | Trav. Japigia 65                                                                    | V             | 701236                                                                                       | Fondatore Ospedaletto dei Bambini (1864 - 1961) | Dal civico 65 di Viale Japigia a Via Carmelo Borg Pisani |
| Napoli (Via)                                                            | Libertà, Marconi San Girolamo |                                                                                     | VIII          | 70123 (1-349, 2-330); 70132 (civici restanti)                                                | Capoluogo della Campania | Da Via S.Francesco d’Assisi 63 e Piazza De Pergola a Strada Da Ponte |
| Nazariantz Hrand (Via)                                                  | Libertà                       |                                                                                     | VIII          | 70123                                                                                        | Poeta (1866 - 1962) | Da Via F.sco Crispi a Corso della Carboneria |
| Netti Francesco (Via)                                                   | Libertà                       |                                                                                     | VIII          | 70123                                                                                        | Pittore (1832 - 1894) | Da Via Bottego a Via Brigata Regina 1/E –3 |
| Nicolai Domenico (Via)                                                  | Libertà, Murat                |                                                                                     | VIII, IX      | 70122(123- 259,72/A-224)-70123 (civici restanti)                                             | Filosofo e patriota (1778 - 1842) | Da Via Andrea da Bari 155 a Via Brigata e Divisione Bari 11-13 |
| Nitti Monsignor Francesco (Via)                                         | Libertà                       | Via Valdocco                                                                        | VIII          | 70123                                                                                        | Storico (1872 - 1944) | Da Via Principe Amedeo 510-510/E a Via Valdocco |
| Nitti-Valentini Nicola (Largo)                                          | Murat                         | tratto terminale di Via Piccinni                                                    | VIII          | 70122                                                                                        | Patriota | Dalla fine di Via Piccinni all’inizio di Via Sagarriga Visconti e Piazza Garibaldi |
| Nitto De Rossi Giambattista (Via)                                       | Libertà                       |                                                                                     | VIII          | 70123                                                                                        | Storico (1835 - 1915) | Dal civico 169 di Via F.sco Crispi a Via Repubblica Napoletana |
| Nizza (Via)                                                             | Torre a Mare                  |                                                                                     | V             | 70126                                                                                        | Città della Francia | Da Via Bari 19 a Via Mazzini |
| Noicattaro (Strada Vecchia Per)                                         | Torre a Mare                  | Contrada Scizzo                                                                     | V             | 70126                                                                                        | Città in provincia di Bari | Da Via Bari al confine di Noicattaro |
| Nuccia Serra (Strada)                                                   | S.Nicola                      |                                                                                     | IX            | 70122                                                                                        | | Da Piazza Odegitria 24 – 25 a Piazza Federico II di Svevia 10 e Corte Cavallerizza |
| Odegitria (Piazza Dell’)                                                | S.Nicola                      | Piazza Cattedrale                                                                   | IX            | 70122                                                                                        | Dal quadro, nella Cattedrale, della Madonna di Costantinopoli | Da Strada Bianchi Dottula confina con Strada S. Giacomo, Piazza Federico II di Svevia e Strada Nuccia Serra |
| Olanda (Via)                                                            | Japigia                       |                                                                                     | V             | 70126                                                                                        | Stato Europeo | Da F.lli Prayer a v. Svezia |
| Orefici (Strada Degli)                                                  | S.Nicola                      |                                                                                     | IX            | 70122                                                                                        | Da antiche botteghe di orefici esistenti | Da Piazza Mercantile 26 – 27 a Strada Dé Gironda |
| Oreste Pietro (Via, Trav.)                                              | Libertà                       | Via dei Mercati                                                                     | VIII          | 70123                                                                                        | Patologo (1839 - 1934) | Da Corso Vitt.Veneto 30 a Via Caracciolo 3 – 5. Da Via Pietro Oreste 4 alla 1ª Traversa Brigata Regina. |
| Oriani Alfredo (Via)                                                    | Murat                         | Vico II Madonna dell’Arco                                                           | IX            | 70122                                                                                        | Scrittore (1852 - 1909) | Da Via S.F.sco d’Assisi dopo il civico 15 a Largo Fraccacreta |
| Ospedale Civile (Largo, Vico)                                           | S.Nicola                      |                                                                                     | IX            | 70122                                                                                        | Dall'ospedale, non più esistente, di antichissima istituzione | Largo compreso tra Via Pier l’Eremita e Strada S. Teresa delle Donne. Da Largo Ospedale Civile a Corso A. De Tullio 20 – 22                                                                                       |
| Pace (Via Della)                                                        | Torre a Mare                  | Trav. Grotta della Regina                                                           | V             | 70126                                                                                        | | Da Viale Grotta della Regina a Trav. Pitagora |
| Pacuvio Marco (Via)                                                     | Torre a Mare                  |                                                                                     | V             | 70126                                                                                        | Latinista (III - II Sec. a.C.) | Da Viale Grotta della Regina 4 |
| Padre Pio (Ponte)                                                       | Japigia                       |                                                                                     | V             | 70126                                                                                        | | Cavalcavia da Via Caldarola a Via Adolfo Omodeo |
| Padre Pio (Via)                                                         | Japigia                       | N.S.P.R. al n.25 di Via Caldarola                                                   | V             | 70126                                                                                        | (1887 - 1968) | Dal 25 di Via Caldarola a Via Cavalieri di Vittorio Veneto |
| Pagano Mario (Via)                                                      | Libertà                       | Prol.to di Via Dante Alighieri                                                      | VIII          | 70123                                                                                        | Martire della Libertà (1799) | Da Via Brigata e Divisione Bari 136 – 138 a Largo F.sco Crispi |
| Palasciano Ferdinando (Via)                                             | Japigia                       | I Trav. Cannone                                                                     | V             | 70126                                                                                        | Precursore della Croce Rossa (1815 - 1891) | Da Strada Cannone a Via Moise Maldacea |
| Palatucci Giovanni (Via)                                                | Murat                         |                                                                                     | IX            | 70122                                                                                        | Servo di Dio e Medaglia d'oro (1909-1945) | Tratto iniziale di Via Gioacchino Murat |
| Palazzo Arcivescovile (Strada)                                          | S.Nicola                      |                                                                                     | IX            | 70122                                                                                        | Perché ha sede il Palazzo Arcivescovile | Da Piazzetta Bisanzio e Rainaldo a Largo S. Sabino |
| Palazzo Dell’intendenza (Strada)                                        | S.Nicola                      | Strada Intendenza                                                                   | IX            | 70122                                                                                        | Dal palazzo del Governatorato sotto i Borboni | Da Via Boemondo a Via Benedetto Petrone10 |
| Palazzo Di Città (Strada)                                               | S.Nicola                      |                                                                                     | IX            | 70122                                                                                        | Perché era sede del Municipio nell'Ottocento | Da Strada Fragigena 22 e Piazza Mercantile a Corte del Catapano e Piazzetta S. Anselmo |
| Pantaleo (Strada, Trav.)                                                | Torre a Mare                  |                                                                                     | V             | 70126                                                                                        | | Da Via A. Giovine 59–61 a Via G.Gentile 126-134. Da Strada Pantaleo |
| Pantaleoni Maffeo (Via)                                                 | Murat                         |                                                                                     | VIII          | 70123                                                                                        | Economista (1857 - 1924) | Da Via G.Murat 51-51/B a Corso Vitt.Veneto |
| Pantano (Strada Del)                                                    | Torre a Mare                  |                                                                                     | V             | 70126                                                                                        | | Adiacente a Cala S.Giorgio e al torrente Triggiano da Via Bari a Cala san Giorgio |
| Paoli Pasquale (Via)                                                    | Libertà                       | II priv. Sassanelli                                                                 | VIII          | 70123                                                                                        | Indipendentista corso (1725 - 1807) | Da Via Napoli 302 a Viale P.Giovacchini |
| Papalia Giuseppe (Via)                                                  | Japigia                       |                                                                                     | V             | 70126                                                                                        | Sindaco di bari (1897 - 1964) | Da Via Martiri di Marzabotto a Via P.Carabellese |
| Pascazio Francesco (Via)                                                | Japigia                       | Strada Campione                                                                     | V             | 70126                                                                                        | Generale (1884 - 1974) | Da Via N. Loiacono |
| Pascoli Giovanni (Via)                                                  | Libertà                       |                                                                                     | VIII          | 70123                                                                                        | Poeta (1855 - 1912) | Da Via Pietro Ravanas 115 – 117 a Via E. Fieramosca |
| Pavone (Corte)                                                          | S.Nicola                      |                                                                                     | IX            | 70122                                                                                        | Toponimo locale | Strada Dietro S. Vito 25 |
| Perna Raffaele (Via)                                                    | Japigia                       | Trav. al n.56 di Via Gentile                                                        | V             | 70126                                                                                        | Educatore (1892 - 1983) | Da Via Salvatore Quasimodo, si sviluppa ad elle |
| Perotti Armando (Lungomare)                                             | Japigia                       |                                                                                     | VII           | 70126                                                                                        | Poeta e storico (1865 - 1924) | Da Via Fabio Filzi a Via Pier Delfino Pesce |
| Perrone Carlo (Via)                                                     | Libertà                       |                                                                                     | VIII          | 70123                                                                                        | Poeta tragico (1614 - fine del 1600) | Da Piazza G. Garibaldi 1 – 77 a Via Trevisani 52 |
| Pescatori (Via Dei)                                                     | Torre a Mare                  |                                                                                     | V             | 70126                                                                                        | | Da Via Roma 8 a Via Dante Alighieri |
| Petrelli Francesco (Via)                                                | Libertà                       |                                                                                     | VIII          | 70123                                                                                        | Medaglia d'Oro (1891 - 1915) | Da Via Crisanzio 230 – 230/A a Corso Italia |
| Petrone Benedetto (Via)                                                 | S.Nicola                      | Via Filippo Corridoni                                                               | IX            | 70122                                                                                        | | Da C.Vittorio Emanuele a Strada San Bartolomeo |
| Petroni Giandomenico (Arco)                                             | S.Nicola                      |                                                                                     | IX            | 70122                                                                                        | Avvocato-Sindaco di Bari (1838 - 1908) | Tra le Strade S. Giuseppe, Sagges e Boccapianola |
| Petroni Giandomenico (Via)                                              | Madonnella                    |                                                                                     | VII           | 70121                                                                                        | Avvocato-Sindaco di Bari (1838 - 1908) | Da Corso Sonnino 22 a Piazza Diaz |
| Petroni Prospero (Via)                                                  | Murat                         |                                                                                     | IX            | 70121                                                                                        | Letterato (1716 - 1783) | Da Corso Cavour dopo il civico 197 a Piazza Umberto I dopo il civico 48 |
| Peucetia (Via)                                                          | Japigia                       |                                                                                     | V             | 70126                                                                                        | Antico nome della Terra di Bari | Dal Torrente Valenzano a Via Masaniello |
| Pezze Del Sole (Strada)                                                 | Japigia                       |                                                                                     | V             | 70126                                                                                        | | Da Via Amendola 186 a Via Giorgio La Pira |
| Picca Domenico (Via)                                                    | Libertà                       |                                                                                     | VIII          | 70123                                                                                        | Medaglia d'Oro (1882 - 1916) | Da Via Mario Rossani 2 a Corso Italia |
| Piccinni Niccolò (Via)                                                  | Libertà, Murat                |                                                                                     | VIII, IX      | 70122                                                                                        | Operista (1728 - 1800) | Da Corso Cavour 21 – 21/A a Largo Nitti-Valentini |
| Pier L’eremita (Via)                                                    | S.Nicola                      | Via S.Francesco della Scarpa                                                        | IX            | 70122                                                                                        | Celebre monaco d'Amiens (1050 - 1115) | Da Largo Ospedale 15 a Strada S. Chiara 6 – 7 |
| Pisani Niccolò (Via)                                                    | Madonnella                    |                                                                                     | VII           | 70121                                                                                        | Scultore (1220 - 1284) | Da Corso Sonnino 103 a Via Valona 16 |
| Pitagora (Via)                                                          | Torre a Mare                  |                                                                                     | V             | 70126                                                                                        | filosofo greco | Da Viale Grotta della Regina a Via Marinelli Giovene |
| Pitagora (Via)                                                          | Japigia                       |                                                                                     | V             | 70126                                                                                        | | Viale Japigia-Via Peucetia |
| Pizzoli Niccolo’ (Via e Molo)                                           | Libertà, Murat                |                                                                                     | VIII          | 70123                                                                                        | Teologo (sec. XVIII) | Da Piazza Garibaldi 4-5 a Corso Vitt.Veneto 8-10 Con inizio di fronte al civico 8 di Corso Vitt.Veneto si protende nel mare                                                                                       |
| Poerio Carlo (Piazza)                                                   | Madonnella                    | Piazza Peucetia                                                                     | VII           | 70121                                                                                        | Patriota (1803 - 1867) | Da Via F.lli Rosselli a Via Di Vagno (piazzale antistante l’Istituto Industriale “G.Marconi”) |
| Porcelli Tommaso Ten. (Via)                                             | Libertà                       | Via Nicola Bonservizi e Via Michele Buono                                           | VIII          | 70123                                                                                        | Medaglia d'Oro (1916 - 1940) | Da Via F.sco Crispi 145 – 145/A a Via G.Jatta 56 |
| Porta Piccola S. Gaetano (Strada)                                       | S.Nicola                      |                                                                                     | IX            | 70122                                                                                        | Porta S. Gaetano | Da Strada Amendoni 12 a Via Verrone 16 – 17 |
| Porticello (Strada)                                                     | Torre a Mare                  |                                                                                     | V             | 70126                                                                                        | | Da Via Bari 51 a Strada detta della Marina |
| Porto Nuovo (Strada)                                                    | S.Nicola                      |                                                                                     | IX            | 70122                                                                                        | Perché conduce al porto | Da Piazza S. Pietro a Corso De Tullio |
| Positano Francesco (Via)                                                | Madonnella                    |                                                                                     | VII           | 70121                                                                                        | Colonnello - Medaglia d'Oro (1889 - 1936) | Da Corso Sonnino a Via Valona |
| Positano Vittorio (Via)                                                 | Torre a Mare                  | I tronco Lama di Giotta                                                             | V             | 70126                                                                                        | Avvocato (1873 - 1937) | Da Via Morelli e Silvati a Via Lama di Giotta |
| Prayer Fratelli (Via)                                                   | Japigia                       | Strada Sant'Anna (Japigia)                                                          | V             | 70126                                                                                        | Artisti | dalla complanare Via Gentile alla linea ferroviaria |
| Prefettura (Vico)                                                       | S.Nicola                      |                                                                                     | IX            | 70122                                                                                        | Perché si trova al lato della Prefettura | Dal civico 125 di Corso Vitt.Emanuele II a Strada Palazzo dell'Intendenza 67 |
| Prezzolini Giuseppe (Via)                                               | Japigia                       |                                                                                     | V             | 70126                                                                                        | Scrittore (1882 - 1982) | Da Via Caldarola a Via Giorgio La Pira |
| Principi Di Piemonte (Viale)                                            | Torre a Mare                  |                                                                                     | V             | 70126                                                                                        | In onore della famiglia reale di Savoia | Da Piazza Vittorio Veneto a Largo Cavour |
| Protospata Lupo (Via)                                                   | Japigia                       | Trav. al n.10 della Parallela Caldarola                                             | V             | 70126                                                                                        | Cronachista del sec. XII | Dal civico 10 di Via dei Caduti Partigiani |
| Putignani Nicolo’ (Via)                                                 | Murat                         |                                                                                     | VIII, IX      | 70121 (1-79,2-82)-70122(81-197,84- 192)                                                      | Storico letterato (1710 -1795) | Da Corso Cavour 81-83 a Via Manzoni 84-86 e Piazza del Risorgimento |
| Quarnaro (Via)                                                          | Murat                         |                                                                                     | VII           | 70121                                                                                        | Insenatura dell'Adriatico settentrionale | Da Piazza Eroi del Mare 3 a Via XXIV Maggio 2 |
| Quasimodo Salvatore (Via)                                               | Japigia                       | Trav. al n.58 di Via Gentile dal n.1 al n.79                                        | V             | 70126                                                                                        | Premio Nobel per la Letteratura (1901-1968) | Dal civico 58 di Via G.Gentile a Via Moise Maldacea |
| Quattro Novembre (Piazza)                                               | S.Nicola                      |                                                                                     | IX            | 70122                                                                                        | Data dell'armistizio che l'Austria firmò con l'Italia | Piazza compresa tra Lung.re Imperatore Augusto, Lung.re A.Di Crollalanza, Corso Cavour, Corso Vittorio Emanuele e Piazza del Ferrarese                                                                            |
| Quercia (Strada)                                                        | S.Nicola                      |                                                                                     | IX            | 70122                                                                                        | Toponimo locale | Da Piazzetta 62 Marinai 7 e 8 alle Strade S. Chiara e Pier l’Eremita |
| Quintavalle Michele (Via)                                               | Japigia                       | Trav. al n.63/D di Via G.Gentile                                                    | V             | 70126                                                                                        | Medaglia d'Argento al V.M. (1943) | Dal civico 63/D di Via Giovanni Gentile |
| Rafaschieri (Strada)                                                    | Japigia                       |                                                                                     | V             | 70126                                                                                        | Toponimo locale | Dalla Tangenziale alle Strade Torre di Mizzo e del Reddito |
| Ragusa (Via)                                                            | Madonnella                    |                                                                                     | VII           | 70121                                                                                        | Città della Sicilia | Da Corso Sonnino 38 a oltre Via Dalmazia |
| Ravanas Pietro (Via)                                                    | Libertà                       |                                                                                     | VIII          | 70123                                                                                        | Commerciante (1796 - 1870) | Da Piazza Col. Trizio a Corso Italia |
| Re Manfredi (Via)                                                       | S.Nicola                      | Via del Molo Vecchio                                                                | IX            | 70122                                                                                        | Re di Sicilia (1258) | Da Piazza Mercantile 67 – 68 a Lung.re Imperatore Augusto |
| Reddito (Strada Del, Traversa Strada Del)                               | S. Pasquale                   | Via della Masseria Torre del Reddito                                                | V             | 70126                                                                                        | Masseria Torre del Reddito | Dall’incrocio Strada vecchia Bari-Triggiano (o Crocifisso) al quadrivio Strada Torre di Mizzo e Rafaschieri. Dopo Masseria Torre del Reddito.                                                                     |
| Redentore (Piazza Del)                                                  | Libertà                       |                                                                                     | VIII          | 70123                                                                                        | Dalla Chiesa omonima | Piazza antistante la chiesa omonima, in fondo a Via Crisanzio |
| Repubblica Napoletana (Via)                                             | Libertà                       | Trav. al n.153 di Via Francesco Crispi                                              | VIII          | 70123                                                                                        | -1799 | Tra i civici 153 e 155 di Via F.sco Crispi e Via Nitto De Rossi |
| Resta Raffaele (Via)                                                    | Torre a Mare                  | Trav. al n.8 di Via Morelli e Silvati                                               | V             | 70126                                                                                        | Rettore (1905 - 1973) | Dal civico 8 di Via Morelli e Silvati a Via dei Trulli |
| Rismondi Francesco (Via)                                                | Libertà                       | Priv. Boffoli                                                                       | VIII          | 70123                                                                                        | Irredentista (1885 - 1915) | Da Via Napoli 311 – 313 a Via Scacchi |
| Risorgimento (Piazza Del)                                               | Libertà                       |                                                                                     | VIII          | 70123                                                                                        | In ricordo del periodo storico 1792-1870, che portò all'Unità d'Italia | Piazza antistante l’edificio scolastico “Garibaldi”, in fondo a Via Putignani |
| Roberto Da Bari (Via)                                                   | Murat                         |                                                                                     | IX            | 70122                                                                                        | Uomo politico di Bari (sec. XIII) | Da Corso Vitt.Emanuele 82 a Via Nicolai |
| Roberto Il Guiscardo (Via)                                              | S.Nicola                      | Via S. Barbara                                                                      | IX            | 70122                                                                                        | Duca di Calabria e Puglia (Sec. XI) | Da Via Benedetto Petrone 13 – 15 a Strada Vallisa |
| Rocca Giustina (Via)                                                    | Japigia                       | Strada comprensorio “Caldarola45”                                                   | V             | 70126                                                                                        | Giurista (Sec. XV) | Dal civico 47 di Viale Archimede al civico 40 di Via Giorgio La Pira |
| Rodi (Via)                                                              | Madonnella                    |                                                                                     | VII           | 70121                                                                                        | Isola della Grecia | Da Via Tanzi 55 a Via Dieta di Bari 38 |
| Rogadeo Vincenzo (Via)                                                  | Libertà                       |                                                                                     | VIII          | 70123                                                                                        | Governatore di Bari (1834 - 1889) | Da Via F.sco Crispi 95 – 97 a Via Giovanni Jatta 18 – 18/A |
| Roma (Via)                                                              | Torre a Mare                  | Via Ascum                                                                           | V             | 70126                                                                                        | Capitale d'Italia | Da Piazza della Torre 38 a Via Lama di Giotta |
| Ronchi (Via)                                                            | S.Nicola                      |                                                                                     | IX            | 70122                                                                                        | Antica famiglia barese | Da Largo S.Sabino 12 a Strada dei Dottula |
| Rosa Azzurra (Via Della)                                                | Torre a Mare                  | Trav. al n.7 di Strada La Penna                                                     | V             | 70126                                                                                        | | Da Via Luigi Colonna a Viale Grotta della Regina |
| Rossani Mario (Via)                                                     | Libertà                       |                                                                                     | VIII          | 70123                                                                                        | Medaglia d'Oro (1890 - 1918) | Da Via Manzoni 223 – 225 a Via Trevisani 220 – 222 |
| Rosselli Fratelli (Via)                                                 | Madonnella                    | Via Apulia                                                                          | VII           | 70121                                                                                        | Scrittori (1899 - 1937) - (1900 - 1937) | Da Corso Sonnino 210 e Piazza Poerio 1 a Via Dalmazia 223 |
| Rota Nino (Largo)                                                       | Murat                         |                                                                                     | VII           |                                                                                              | Compositore (1911-1979) | Largo in angolo con Via Salvatore Cognetti e Corso Cavour |
| Ruffo Tommaso Maria Mons. (Largo)                                       | S.Nicola                      |                                                                                     | IX            | 70122                                                                                        | Arcivescovo di Bari (1618-1691) | Slargo terminale di Via Venezia |
| Ruggiero Il Normanno (Via)                                              | S.Nicola                      |                                                                                     | IX            | 70122                                                                                        | Dalla dinastia degli Altavilla (sec. XI) | Da Corso De Tullio 2/A a Piazza Federico II di Svevia 6 |
| Sabini Celio E Vincenzo (Via)                                           | Libertà                       | Trav. al n.4 di Via Brigata Regina                                                  | VIII          | 70123                                                                                        | Patrioti (1832 - 1910) - (1811 - 1856) | Dal civico 4 di Via Brigata Regina a Via Repubblica Napoletana |
| Sagarriga Visconti (Via)                                                | Murat                         |                                                                                     | IX            | 70122 (1-191,2-210) -70123(civici restanti                                                   | Nobile famiglia barese | Da Largo Nitti-Valentini e Via Piccinni 232 a Corso Italia |
| Sagges (Strada)                                                         | S.Nicola                      |                                                                                     | IX            | 70122                                                                                        | Antica famiglia barese | Arco Giandomenico Petroni |
| Salapia (Via)                                                           | Japigia                       |                                                                                     | V             | 70126                                                                                        | Antica città Greca | Via Peucetia a Via Caldarola |
| San Bartolomeo (Strada)                                                 | S.Nicola                      |                                                                                     | IX            | 70122                                                                                        | Da un'antichissima chiesa | Da largo Chiurlia e Via Benedetto Petrone a Strada S. Benedetto 43 – (2° tronco) |
| San Benedetto (Strada, Vico)                                            | S.Nicola                      |                                                                                     | IX            | 70122                                                                                        | Dall'omonimo ed antico monastero poi soppresso | 1° tronco: Da Corso Vitt.Emanuele a Strada dé Gironda; 2° tronco da Strada de' Gironda a Strada San Bartolomeo. Da Strada San Benedetto 2° tronco a Strada Vallisa 1° tronco.                                     |
| San Cristoforo (Vico)                                                   | S.Nicola                      |                                                                                     | IX            | 70122                                                                                        | Da una pittura esistente nel Duomo | Da Piazza Odegitria 29 a Strada Tancredi 2 |
| San Domenico (Vico)                                                     | S.Nicola                      |                                                                                     | IX            | 70122                                                                                        | Dall'omonima e antica chiesa | Da Piazza Massari 1 a Via Boemondo |
| San Francesco Della Scarpa (Vico I, Vico II)                            |                               |                                                                                     | IX            | 70122                                                                                        | Dall'omonima chiesa | Da Via Pier l’Eremita |
| San Filippo Smaldone (Giardino)                                         | Murat                         |                                                                                     | IX            | 70123                                                                                        | | Tra largo Madre Teresa Gimma e piazza IV novembre |
| San Francesco D’assisi (Piazza)                                         | Japigia                       |                                                                                     | V             | 70126                                                                                        | Dall'omonima chiesa | Piazza antistante la Chiesa omonima tra i civici 48 e 50 di Via Peucetia |
| San Francesco D’assisi (Via)                                            | Libertà, Murat                | Via Madonna dell’Arco                                                               | VIII, IX      | 70122                                                                                        | Dall'omonima chiesa | Da Piazza Massari, prima del civico 20, a Piazza Garibaldi |
| San Gaetano (Strada, Vico I e II)                                       | S.Nicola                      |                                                                                     | IX            | 70122                                                                                        | Dall'omonima chiesa | Da Strada Amendoni 18 – 19 a Via Jacopo Calò Carducci 13 – 14 |
| San Giacomo (Strada)                                                    | S.Nicola                      |                                                                                     | IX            | 70122                                                                                        | Dall'omonima chiesa | Da Piazza Odegitria 6 – 7 a Strada Attolini 8/A |
| San Giorgio (Via)                                                       | Torre a Mare                  |                                                                                     | V             | 70126                                                                                        | Dall'omonima chiesa | Da Via Bari 75 a Strada detta della Marina |
| San Giovanni (Corte)                                                    | S.Nicola                      |                                                                                     | IX            | 70122                                                                                        | Dall'omonima chiesetta | Da Strada S. Chiara 28 – 29 |
| San Giuseppe (Strada)                                                   | S.Nicola                      |                                                                                     | IX            | 70122                                                                                        | Dall'omonima chiesa | Da Strada Sagges a Largo Chiurlia |
| San Luca (Strada)                                                       | S.Nicola                      |                                                                                     | IX            | 70122                                                                                        | Dall'omonima chiesetta | Da Via delle Crociate 18 a Strada S. Chiara |
| San Marco (Strada)                                                      | S.Nicola                      |                                                                                     | IX            | 70122                                                                                        | Dall'antica chiesa omonima | Da Strada del Carmine 36 – 37 a Piazzetta S. Anselmo |
| San Nicola (Molo)                                                       | Murat                         |                                                                                     | VII           | 70121                                                                                        | Piccolo molo dal quale viene imbarcato la statua di San Nicola | Da Lung.re A.di Crollalanza al “Barion” |
| San Nicola (Piazza)                                                     | S.Nicola                      | I Cortile San Nicola                                                                | IX            | 70122                                                                                        | Dall'omonima Basilica | Piazza prospiciente la Basilica omonima |
| San Nicola (Via)                                                        | Torre a Mare                  |                                                                                     | V             | 70126                                                                                        | Dall'omonima chiesa | Da Via Monte Sei Busi a Piazza della Torre |
| San Pietro (Piazza)                                                     | S.Nicola                      |                                                                                     | IX            | 70122                                                                                        | Dall'antica chiesa omonima | Da Strada S. Scolastica – piazza prospiciente la Polizia di Stato |
| San Pietro Vecchio (Corte)                                              | S.Nicola                      |                                                                                     | IX            | 70122                                                                                        | Da un'antica chiesetta | Da Strada Bianchi Dottula 13 – 14 |
| San Sabino (Largo)                                                      | S.Nicola                      | Largo della Pietà                                                                   | IX            | 70122                                                                                        | Dall'omonima cattedrale | Largo antistante l’edificio scolastico “Filippo Corridoni” |
| San Sabino (Strada)                                                     | S.Nicola                      | Strada Sinagoga                                                                     | IX            | 70122                                                                                        | | Da Largo S.Sabino a Strada S.Gaetano |
| San Sebastiano (Strada)                                                 | S.Nicola                      |                                                                                     | IX            | 70122                                                                                        | Dall'omonima chiesa | Da Strada Casamassimi 18 a Strada Tresca Vecchia 1/49 |
| San Triggiano (Corte)                                                   | S.Nicola                      |                                                                                     | IX            | 70122                                                                                        | | Da Strada Boccapianola 27 a Strada Tresca Vecchia 3-4 |
| Sant’Agostino (Vico)                                                    | S.Nicola                      | I Vico Corsioli                                                                     | IX            | 70122                                                                                        | | Da Strada Palazzo di Città 62 – 62/A a Via Venezia |
| Sant’Anselmo (Piazzetta)                                                | S.Nicola                      |                                                                                     | IX            | 70122                                                                                        | Grande filosofo e dottore della Chiesa | Piazzetta antistante l’ingresso principale edificio scolastico "Diomede Fresa" |
| Sant’antonio (Piazzetta, molo e Vico I)                                 | Murat, San Nicola             |                                                                                     | VII, IX       | 70121, 70122                                                                                 | Dall'omonima chiesa | Piazza antistante la chiesa omonima (attigua a Piazza Luigi di Savoia). Molo del Porto vecchio, da Lung.re Imperatore Augusto, di fronte al Fortino di Via Venezia. Da Piazzetta Sant’Antonio a Via Dieta di Bari |
| Santa Chiara (Strada)                                                   | S.Nicola                      |                                                                                     | IX            | 70122                                                                                        | Dall'omonima chiesa | Da Strada Tresca 26 – 27 a Via Pier l’Eremita e Strada Quercia 4 – 5 |
| Santa Lucia (Strada)                                                    | S.Nicola                      |                                                                                     | IX            | 70122                                                                                        | Dall'omonima chiesa | Da Strada Tresca Vecchia 26-26/A a Strada Barone 6-7 |
| Santa Maria (Stradella)                                                 | Japigia                       |                                                                                     | V             | 70126                                                                                        | | Da Via Gentile 91 a Via Caldarola 70 |
| Santa Maria Del Buon Consiglio (Strada)                                 | S.Nicola                      |                                                                                     | IX            | 70122                                                                                        | | Da Vico Forno S. Scolastica 21 a Via Pier l’Eremita 5-6 |
| Santa Scolastica (Strada)                                               | S.Nicola                      |                                                                                     | IX            | 70122                                                                                        | | Da Via Venezia 71 a Strada S. Maria 56 |
| Santa Teresa (Strada)                                                   | Japigia                       |                                                                                     | V             | 70126                                                                                        | | Da Via Caldarola a Strada Comite |
| Santa Teresa Dei Maschi (Strada)                                        | S.Nicola                      |                                                                                     | IX            | 70122                                                                                        | | Dalla Chiesa S. Teresa confina con le Strade Verrone e Orefici e termina a Strada Lamberti 5 |
| Santa Teresa Delle Donne (Strada)                                       | S.Nicola                      |                                                                                     | IX            | 70122                                                                                        | | Da Piazza S. Pietro 32 a Largo Ospedale Civile 10-11 |
| Santa Teresa O Signorile (Via)                                          | Japigia                       |                                                                                     | V             | 70126                                                                                        | | Da Via Caldarola a Via Padre Pio |
| Santo Stefano O Chiusello (Strada)                                      | Japigia                       |                                                                                     | V             | 70126                                                                                        | | Da Strada S. Teresa al confine comunale |
| Santo Totaro (Strada)                                                   | S.Nicola                      |                                                                                     | IX            | 70122                                                                                        | Dall'antica chiesetta omonima | Da Strada dei Gesuiti 18 – 19 a Piazzetta S. Anselmo |
| Sauro Nazario (Lungomare)                                               | Madonnella                    |                                                                                     | VII           | 70121                                                                                        | Patriota (1880 - 1916) | Da Piazza A. Diaz a Piazza A. Gramsci |
| Scacchi Arcangelo (Via)                                                 | Libertà                       |                                                                                     | VIII          | 70123                                                                                        | Mineralogista (1810 - 1893) | Da Via R.Canudo 26 va oltre Via Cap. Michele Milano |
| Scamuso (Strada Dello)                                                  | Torre a Mare                  |                                                                                     | V             | 70126                                                                                        | | Da Via Morelli e Silvati 44 verso il mare |
| Scannicchio (Strada)                                                    | Libertà                       |                                                                                     | VIII          | 70123                                                                                        | | Da Via Brigata e Divisione Bari 76 |
| Schiamante (Strada Dello)                                               | Torre a Mare                  |                                                                                     | V             | 70126                                                                                        | | Da Via Morelli e Silvati a Casello ferroviario n.662 |
| Schiavo Da Bari (Via)                                                   | Japigia                       | Trav. Via Daunia                                                                    | V             | 70126                                                                                        | Sapienziale barese del Sec. XIII | Da Via Daunia 43 a Via Eraclide |
| Schiralli Mons. Michele (Via)                                           | Japigia                       | Trav. al n.30/A di Via Oberdan                                                      | V             | 70126                                                                                        | Educatore (1913 - 1975) | Dal civico 30/A di Via Oberdan a Via Caldarola |
| Scizza O Scizze (Strada)                                                | Torre a Mare                  |                                                                                     | V             | 70126                                                                                        | | Da Via Bari 37/H a Strada detta della Marina |
| Sella Quintino (Sottovia, e Via)                                        | Murat                         |                                                                                     | VIII, IX      | 70122(2-228) e 70123(230-274), 70122 (1-219) e 70123(221 -263)                               | Statista (1827 - 1884) | Da Corso Italia 112/A a Via G.ppe Capruzzi 33. Dal civico 150 di Corso Vitt. Emanuele II a Corso Italia |
| Serena Ottavio (Via)                                                    | Japigia                       | I Vico Imperatore Traiano - I Privata Levi                                          | VII           | 70126                                                                                        | Storico (1837 - 1914) | Tra i civici 8/C – 10 di Viale Imp.Traiano a Piazza Gramsci |
| Sessantadue Marinai (Piazzetta)                                         | S.Nicola                      | Piazza S.Nicola                                                                     | IX            | 70122                                                                                        | Dai 62 marinai che trafugarono le ossa di San Nicola | Da Strada S. Luca 27 a Strada Martinez 1 e Corte Spirito Santo |
| Signorile Giuseppe (Via)                                                | Torre a Mare                  | Viale Leopardi – 1º tratto                                                          | V             | 70126                                                                                        | Sindaco di Bari (morì nel 1911) | Da Via Bari a Largo Leopardi |
| Signorile Michelangelo (Via)                                            | Madonnella                    |                                                                                     | VII           | 701221                                                                                       | Sindaco di Bari (1789) | Da Via Carulli 103 a Via Dieta di Bari 36 |
| Siponto (Via)                                                           | Japigia                       | II Parallela Via Peucetia                                                           | V             | 70126                                                                                        | Comune della Puglia | Dal termine di Via Daunia a Via Peucetia |
| Somalia (Via)                                                           | Madonnella                    | Priv. Mannerucci                                                                    | VII           | 701221                                                                                       | Stato dell'Africa orientale | Corso Sonnino 112 |
| Sonnino Sidney (Corso)                                                  | Madonnella                    | Via Mola                                                                            | VII           | 701221                                                                                       | Statista (1849 - 1924) | Da Via Abbrescia 63 –65 a Piazza Poerio 1 |
| Sorrenti Pasquale (Giardino)                                            | S.Nicola                      |                                                                                     | IX            | 70122                                                                                        | Scrittore, poeta e storico (1927-2003) | Sotto la Muraglia tra Arco Largo Urbano II e le scalette che immettono su Largo Mons. Tommaso Maria Ruffo |
| Sordi Alberto (Via)                                                     | Murat                         | Tratto iniziale di Via XXIV Maggio                                                  | VII           | 70121                                                                                        | (1920 - 2003) | Da Corso Cavour a Via Fiume |
| Spagna (Via)                                                            | Japigia                       |                                                                                     | V             | 70126                                                                                        | Stato Europeo | da Via F.lli Prayer |
| Spalato (Via)                                                           | Madonnella                    |                                                                                     | VII           | 701221                                                                                       | Città della Dalmazia | Da Corso Sonnino 52 – 54 a Lung.re N.Sauro 27 – 29 |
| Sparano Da Bari (Via)                                                   | Murat                         | Via Vittorio Veneto                                                                 | IX            | 70122(1-41;2-42)70121(43-159;44-178)                                                         | Dalla famiglia dei Chiurlia Giurista | Dopo il civico 56 di Corso Vitt.Emanuele II a Piazza Aldo Moro |
| Spirito Santo (Corte)                                                   | S.Nicola                      |                                                                                     | IX            | 70122                                                                                        | | Da Strada Arco Spirito Santo |
| Spizzico Fratelli (Via)                                                 | Japigia                       | II Traversa Sant'Anna (Japigia)                                                     | V             | 70126                                                                                        | Maestri d'arte | N.S.P.R. In formazione da Via Fratelli Prayer |
| Statale Strada 16 Sud                                                   | Torre a Mare                  | Complanare Ovest                                                                    | V             | 70126                                                                                        | | Dall’ingresso dell’abitato di Torre a Mare, al termine dello stesso |
| Stella Candida e Ave (Largo)                                            | Murat                         |                                                                                     | VII, IX       | 70121                                                                                        | Educatrici | Largo antistante il Petruzzelli ,tra Corso Cavour |
| Suglia Ten. Cesare (Via)                                                | Japigia                       | II Parallela di Via Gentile                                                         | V             | 70126                                                                                        | Pioniere dell'Aviazione (1887 - 1946) | Da Via A. Toscanini |
| Suppa Giuseppe (Via)                                                    | Murat                         |                                                                                     | IX            | 70122                                                                                        | Penalista (1846 - 1924) | Da Via Crisanzio 40 a Corso Italia |
| Svezia (Via)                                                            | Japigia                       |                                                                                     | V             | 70126                                                                                        | Stato Europeo | Perpendicolare alla fine di Via Olanda |
| Tancredi (Via)                                                          | S.Nicola                      | Via Trecantaia                                                                      | IX            | 70122                                                                                        | Dalla famiglia degli Altavilla (Sec.XII) | Da Strada Carmine 4 – 5 a Via Ruggiero il Normanno 82 – 82/A |
| Tanzi (Via)                                                             | Madonnella                    |                                                                                     | VII           | 70121                                                                                        | Antica famiglia barese | Da Piazza Balenzano 13 a Via Valona 61 |
| Timavo (Via)                                                            | Torre a Mare                  |                                                                                     | V             | 70126                                                                                        | Fiume della Venezia Giulia, località storica | Da Via Dante Alighieri 1a Via Trulli 1 |
| Torre (Piazza Della)                                                    | Torre a Mare                  | Piazza della Libertà                                                                | V             | 70126                                                                                        | | Tra le Vie De Pinedo, Dalmazia, Duca degli Abruzzi, S.Nicola e Istria |
| Torre del diavolo (Strada) O Torre Coetta                               | Japigia                       |                                                                                     | V             | 70126                                                                                        | | Da Via Gentile 26 (Sacrario dei Caduti) al casello F.S. 651 |
| Torre Di Specchio (Strada)                                              | Japigia                       |                                                                                     | V             | 70126                                                                                        | | Da Via Gentile 78 alla ferrovia BA – LE |
| Torretta (Strada Della)                                                 | S.Nicola                      |                                                                                     | IX            | 70122                                                                                        | | Da strada S. Teresa dei Maschi 26 – 27 a Vico Maurelli ed Angiola |
| Toscanini Arturo (Via)                                                  | Japigia                       | Trav. al n.55/B di Via Gentile                                                      | V             | 70126                                                                                        | Direttore d'orchestra (1867 - 1957) | Dal civico 55/B di Via Gentile a Via Caldarola |
| Toselli Maggiore (Via)                                                  | Torre A Mare                  |                                                                                     | V             | 70126                                                                                        | Medaglia d'Oro (1856 - 1895) | Da Via Dogali 2 |
| Traiano Imperatore (Viale)                                              | Japigia                       |                                                                                     | V             | 70126                                                                                        | (57 - 117 d.C.) | Da Via Di Vagno e Piazza Poerio a Viale Caduti del 28 luglio 1943 |
| Tre Cantaia (Corte)                                                     | S.Nicola                      |                                                                                     | IX            | 70122                                                                                        | | Da Via Tancredi 33 – 34 |
| Tresca (Strada)                                                         | S.Nicola                      |                                                                                     | IX            | 70122                                                                                        | Antica famiglia barese | Da Strada Dietro Tresca 7 – 7/A a Via Ruggiero il Normanno 22 – 24 |
| Tresca Vecchia (Strada)                                                 | S.Nicola                      |                                                                                     | IX            | 70122                                                                                        | | Da Strada S. Lucia 35 a Strada S. Sebastiano 16 – 17 |
| Trevisani Giovan Battista (Via)                                         | Libertà                       |                                                                                     | VIII          | 70123- 70122(135-309 , 84-206)                                                               | Canonico e poeta (1723 - 1778) | Da Corso Vitt.Veneto 10 a Corso Italia |
| Trieste (Corso)                                                         | Japigia                       |                                                                                     | V             | 70126                                                                                        | Capoluogo del Friuli-Venezia Giulia | Da Via Delfino Pesce al torrente Valenzano |
| Trieste (Via)                                                           | Torre A Mare                  | Via Mola                                                                            | V             | 70126                                                                                        | | Da Via Tripoli |
| Tripoli (Via)                                                           | Torre A Mare                  |                                                                                     | V             | 70126                                                                                        | Capitale della Libia | Da Via Bari a Piazza Vitt.Veneto 6 |
| Trizio Colonnello Felice (Piazza)                                       | Libertà                       |                                                                                     | V             | 70126                                                                                        | Medaglia d'Oro (1940) | Largo di fronte alla Stazione Bari-Marittima |
| Troisi Michele (Via)                                                    | Japigia                       | I Strada del Verme                                                                  | V             | 70126                                                                                        | Economista e Politico (1906 - 1961) | Da Via A. Toscanini |
| Trulla (Vico La)                                                        | S.Nicola                      |                                                                                     | IX            | 70122                                                                                        | Dal Battistero presente nella Cattedrale | Da Strada Filioli 38 – 39 a Piazzetta Bisanzio e Rainaldo 10 – 11 |
| Trulli (Via Dei)                                                        | Torre A Mare                  |                                                                                     | V             | 70126                                                                                        | Tipiche abitazioni rurali della Murgia | Da Piazza della Torre 64, verso il mare |
| Tunisi (Via)                                                            | Madonnella                    | Vico I E. Mola                                                                      | VII           | 70121                                                                                        | Capitale della Tunisia | Oltre il passaggio a livello di Via Dieta di Bari, parallela alla ferrovia |
| Turitto Maggiore Domenico (Via)                                         | Libertà                       |                                                                                     | VIII          | 70123                                                                                        | Eroe (1847 - 1896) | Da Via Ettore Fieramosca 75 a Via Bottego |
| Umberto I (Piazza)                                                      | Murat                         |                                                                                     | IX            | 70122                                                                                        | Re d'Italia (1844 - 1900) | Piazza antistante il Palazzo Ateneo attraversata da Via Sparano, fino a via Davanzati |
| Urbano Ii (Largo)                                                       | S.Nicola                      | II Cortile S.Nicola                                                                 | IX            | 70122                                                                                        | Papa (1042 - 1099) | Da Piazza S.Nicola a Corte del Catapano |
| Vaccaro Arcivescovo (Via)                                               | Madonnella                    |                                                                                     | VII           | 70121                                                                                        | (1851 - 1924) | Da Corso Sonnino 120 a Lung.re N.Sauro |
| Valdocco (Via)                                                          | Libertà                       | I Trav. Valdocco                                                                    | VIII          | 70123                                                                                        | Dall'omonimo rione torinese | Da Via Gen. De Bernardis a Via Brigata e Divisione Bari 1/1 |
| Vallisa (Strada)                                                        | S.Nicola                      |                                                                                     | IX            | 70122                                                                                        | Dalla chiesa fondata da commercianti di Ravello | 1° tronco: da Piazza del Ferrarese 1 – 1/A a Vico S.Benedetto; 2° tronco: da Piazza Mercantile 6-7 a Via Vallisa                                                                                                  |
| Valona (Via)                                                            | Madonnella                    | Via Calderola                                                                       | VII           | 70121                                                                                        | Città e porto dell'Albania | Da Largo Carabellese a Via Dieta di Bari e Via Durazzo |
| Vanese (Strada)                                                         | S.Nicola                      |                                                                                     | IX            | 70122                                                                                        | Antica famiglia barese | Da Largo Urbano II a Largo Annunziata |
| Venezia (Via)                                                           | S.Nicola                      |                                                                                     | IX            | 70122                                                                                        | Capoluogo del Veneto | Da Piazza del Ferrarese 24 a Strada S. Scolastica 1 |
| Ventura (Corte)                                                         | S.Nicola                      |                                                                                     | IX            | 70122                                                                                        | Antica famiglia barese | Da Strada S. Marco 20 |
| Verrone (Via)                                                           | S.Nicola                      |                                                                                     | IX            | 70122                                                                                        | Antica famiglia barese | Da Strada S. Teresa dei Maschi 6 – 7 a Strada Porta Piccola San Gaetano |
| Veterani Dello Sport (Giardino)                                         | Madonnella                    | II Giardino di Piazza Gramsci                                                       | VII           | 70121                                                                                        | | Dopo il Ponte Garibaldi |
| Villari Pasquale (Via)                                                  | Murat                         | Via Minerva                                                                         | IX            | 70122                                                                                        | Storico e letterato (1826 - 1917 | Da Piazza Massari 18 a Via S.F.sco d’Assisi e Piazza De Pergola |
| Virgilio (Via)                                                          | Torre A Mare                  |                                                                                     | V             | 70126                                                                                        | Poeta latino (70 - 19 a.C.) | Da Via Morelli e Silvati 22, verso il mare |
| Vitale Lorenzo (Via)                                                    | Japigia                       | III Traversa Sant'Anna                                                              | V             | 70126                                                                                        | Benemerito Amministratore Pubblico (1919-1992) | N.S.P.R. In formazione da Via Fratelli Prayer |
| Viterbo Michele (Via)                                                   | Japigia                       | trav. al n.5 di Piazza S.Francesco d’Assisi                                         | V             | 70126                                                                                        | Storiografo (1890 - 1973) | Da Piazza S.Francesco d’Assisi 5 a Via Aristosseno 3 |
| Vittorio Emanuele II (Corso)                                            | Murat                         |                                                                                     | VIII, IX      | 70123, 70122                                                                                 | Re d'Italia (1820 - 1878) | Da Corso Cavour 1 a Piazza Garibaldi 38-39 |
| Vittorio Veneto (Corso)                                                 | Murat                         | Corso della Vittoria                                                                | IX            | 70122                                                                                        | Comune del Veneto, località storica della I Guerra Mondiale | Da Piazza Massari 50 a Viale Vitt.Emanuele Orlando |
| Vittorio Veneto (Piazza)                                                | Torre a Mare                  |                                                                                     | V             | 70126                                                                                        | | Tra Viale Principi di Piemonte, Via della Marina e Via Istria |
| Volpe Giuseppe (Via)                                                    | Madonnella                    |                                                                                     | VII           | 70121                                                                                        | Avvocato (1856 - 1916) | Da Corso Sonnino a Piazza Diaz |
| XX Settembre (Ponte)                                                    | Murat                         |                                                                                     | VII, IX       | 70121, 70122                                                                                 | -1870 | Cavalcavia che inizia da Corso Cavour e termina a Viale Unità d’Italia |
| XXIV Maggio (Via)                                                       | Murat                         |                                                                                     | VII           | 70121                                                                                        | -1915 | Da Via Fiume a Largo Giordano Bruno |
| Zampari Francesco (Via)                                                 | Libertà                       | I Trav. Anita Garibaldi                                                             | VIII          | 70123                                                                                        | Ingegnere | Con inizio dal civico 30 di Via Anita Garibaldi |
| Zara (Via)                                                              | Madonnella                    |                                                                                     | VII           | 70121                                                                                        | Città della Croazia | Da Corso Sonnino 12 a Piazza Diaz |
| Zeuli (Strada)                                                          | S.Nicola                      |                                                                                     | IX            | 70122                                                                                        | Antica famiglia barese | Da Strada dei Gesuiti 12/A - 13 alle Strade Amendoni e Zonnelli |
| Zonnelli (Strada)                                                       | S.Nicola                      |                                                                                     | IX            | 70122                                                                                        | Antica famiglia barese | Da Strada Zeuli 13 – 14 a Strada Arco Meraviglia e Vico del Lauro |
| Zuccararo o Lisi (Strada)                                               | Japigia                       |                                                                                     | V             | 70126                                                                                        | Toponimo locale | Da Via Gentile 54/B – 54/C alla linea ferroviaria Bari – Brindisi |
| Zuppetta Luigi (Via)                                                    | Murat                         |                                                                                     | VII           | 70121                                                                                        | Patriota (1810 - 1889) | Da Piazza Luigi di Savoia 34-35 a Corso Cavour |

## Municipio 2
| Odonimo                                        | Quartiere (Località) | Precedente odonimo                                                                          | ex Circ. | Note all'odonimo                                                   | Ubicazione | Cap                                               |
| ---------------------------------------------- | -------------------- | ------------------------------------------------------------------------------------------- | -------- | ------------------------------------------------------------------ | --- | ------------------------------------------------- |
| Abbaticola Laetitia (Via)                      | San Pasquale         | I traversa Laforgia Pietro Leonida                                                          | VI       | Prima avvocatessa barese (1900 -1965)                              | Tra i civici 26 e 28 di Via Laforgia a Via P. Sette                                                                 | 70125                                             |
| Abbazia Santa Scolastica (Largo)               | Picone               | Slargo di Via Camillo Rosalba, 51                                                           | III      | Per la presenza del monastero                                      | Confluenza di Via Camillo Rosalba e Via Salvatore Matarrese                                                         | 70124                                             |
| Acquaviva Andrea Matteo (Via)                  | Carrassi             | Trav. Largo XXI Aprile                                                                      | VI       | Umanista (1456 - 1529)                                             | Da Viale Papa Giovanni XXIII a Via Sabotino                                                                         | 70124                                             |
| Adamo Mario (Via)                              | San Pasquale         |                                                                                             | VI       | Medico legale (1913-1979)                                          | da Via Luigi Martino n. 4                                                                                           | 70125                                             |
| Adige (Via)                                    | Carrassi             | Traversa Corso Sicilia 159                                                                  | VI       | Maggiore fiume del Veneto                                          | Da c.so B. Croce 161 a via Buccari                                                                                  | 70125                                             |
| Albanese Giuseppe (Via)                        | Picone               | Trav. Via Capruzzi 298                                                                      | III      | Martire della libertà (1799)                                       | Tra Via Capruzzi 298-300 a Via Di Tullio                                                                            | 70124                                             |
| Albergo (Strada Privata)                       | Picone               |                                                                                             | III      | Proprietari del luogo                                              | Da Strada Torre Tresca                                                                                              | 70124                                             |
| Alberotanza (Via)                              | Carrassi             |                                                                                             | VI       | Antica famiglia barese                                             | Da Corso De Gasperi 306 a Via Fanelli 265                                                                           | 70125                                             |
| Amendola Giovanni (Via)                        | San Pasquale         | Vie Capurso e Salerno                                                                       | VI       | Insigne politico (1886 - 1926)                                     | Da Via Capruzzi 2 allo svincolo di Mungivacca                                                                       | 70126                                             |
| Amoruso Mauro (Via)                            | Picone               |                                                                                             | III      | Ingegnere                                                          | Da Viale Orazio Flacco a Viale J. F. Kennedy                                                                        | 70124                                             |
| Amprino Rodolfo (Giardino)                     | Picone               |                                                                                             | III      | Professore di Anatomia (1912-2007)                                 | Giardino in Stradella del Caffè                                                                                     | 70124                                             |
| Angelini – De Miccolis Avv. Gianvincenzo (Via) | Carrassi             | Trav. Corso De Gasperi 355 e Trav. Corso Sicilia 355                                        | VI       | Presidente dell'Amm. Prov. (1892-1973)                             | Dal civico 355 di Corso Alcide De Gasperi                                                                           | 70125                                             |
| Angelini Nicola (Via)                          | Picone               | III Trav. S. Matarrese                                                                      | III      | Senatore della Repubblica (1895-1966)                              | Da Via Edmondo Caccuri                                                                                              | 70124                                             |
| Angiulli Andrea (Via)                          | San Pasquale         |                                                                                             | VI       | Filosofo e pedagogista (1837 - 1890)                               | Da Via Capruzzi 66 – 68 a Via Giuseppe De Nittis                                                                    | 70126                                             |
| Aquiloni (Giardino Degli)                      | Picone               |                                                                                             | III      |                                                                    | Giardino di Via Devitofrancesco                                                                                     |                                                   |
| Arcidiacono Giovanni (Via)                     | Picone               | Traversa interna O. Flacco                                                                  | III      | Agiografo (Sec. XI)                                                | Da Viale Papa Pio XII 44 - 46 a Viale J. F. Kennedy                                                                 | 70124                                             |
| Armenise Raffaele (Via)                        | Carrassi             |                                                                                             | VI       | Pittore e affreschista (1852 - 1925)                               | Da Corso B. Croce 152/A a Viale della Repubblica                                                                    | 701252                                            |
| Aulisio Vincenzo (Via)                         | Picone               | Strada Ellittica di P.I.P                                                                   | III      | Martire della Libertà (1904 - 1945)                                | Nel piano di zona di Santa Caterina                                                                                 | 70124                                             |
| Azzarita Manfredi (Via)                        | Picone               | Via Montello prolungamento                                                                  | IIIO     | Martire delle Fosse Ardeatine (1944)                               | Da Via Giulio Petroni 41 a Via De Gemmis                                                                            | 70124                                             |
| Baracca Maggiore (Via)                         | Carrassi             |                                                                                             | VI       | Caduto in guerra (1888 - 1918)                                     | Da Via Isonzo 108 – 110 a Via Sabotino                                                                              | 70125                                             |
| Barone (Stradella)                             | San Pasquale         |                                                                                             | VI       |                                                                    | Da Via Giuseppe Fanelli 206/C a Via L. Bissolati                                                                    | 70125                                             |
| Bartolo Giuseppe (Viale)                       | Picone               | Trav. Viale Nicola Dell’Andro                                                               | iii      | Meridionalista (1912 - 1977)                                       | Da Viale N. Dell’Andro a Via M. Mitolo                                                                              | 70124                                             |
| Bassi Angelo (Via)                             | Picone               | Parallela interna al n.46/E Via Rosalba                                                     | III      | Magistrato 1941 -1998                                              | Da Viale Nicola Dell'Andro verso via Lucarelli                                                                      | 70124                                             |
| Bello Don Tonino (Parco)                       | Picone               |                                                                                             | III      | vescovo                                                            | Tra Viale Gandhi, Via Giulio Petroni e Viale L. De Laurentis                                                        | 70124                                             |
| Bellomo Nicola Generale (Via)                  | Picone               | Via Bitritto                                                                                | III      | Caduto barese (1881 - 1945)                                        | Tratto compreso tra il passaggio a livello della Bari-Taranto e S. Fara                                             | 70124                                             |
| Bengasi (Via)                                  | Picone               | Via Taranto                                                                                 | III      | Città della Libia                                                  | Prima di Via Vito Nicola Di Tullio a Via Ettore Carafa                                                              | 70124                                             |
| Berardi Rosario (Via)                          | Picone               | Trav. Giulio Petroni 85                                                                     | III      | Vittima del Terrorismo (1926 - 1978)                               | Da Via Giulio Petroni 85 a Via Bartolo Longo                                                                        | 70124                                             |
| Bertolini Angelo (Via)                         | Carrassi             | Parallela Via Toma                                                                          | VI       | Economista (1860 - 1924)                                           | Da Via Zanardelli 82 – 84 a Via Re David                                                                            | 70125                                             |
| Bissolati Leonida (Via)                        | San Pasquale         | Prol.to Via Giustino Fortunato                                                              | VI       | Politico (1857 - 1920)                                             | Da Viale L.Einaudi a Via Demetrio Marin (I tratto) da Via G. Fanelli 206/V al prol.to ideale del tratto (II tratto) | 701125                                            |
| Bitritto (Via)                                 | Picone               |                                                                                             | III      | Comune in provincia di Bari                                        | Da Via Gen. Bellomo al confine col Comune di Bitritto                                                               | 70124                                             |
| Bona Sforza (Via)                              | Carrassi             | II Parallela Toma                                                                           | VI       | Regina di Polonia (1493 - 1557)                                    | Da Via Zanardelli 87 – 89                                                                                           | 70125                                             |
| Bonghi Ruggiero (Via)                          | Picone               |                                                                                             | III      | Filosofo e statista (1826 - 1895)                                  | Da Via G. Capruzzi 316-318 alla recinzione di Villa Romanazzi                                                       | 70124                                             |
| Bonomo (Stradella)                             | San Pasquale         |                                                                                             | VI       | Toponimo locale                                                    | Da Via Amendola 174 – 176 in campagna                                                                               | 70126                                             |
| Bonomo Generale (Viale)                        | Picone               |                                                                                             | III      | Medico (1857 - 1926)                                               | In prosecuzione di Via Pansini fino a Via C. Rosalba                                                                | 70124                                             |
| Borrelli (Strada)                              | Carrassi             |                                                                                             | VI       | Toponimo locale                                                    | Da Via Buccari 128                                                                                                  | 70124                                             |
| Borsani Carlo (Via)                            | Carrassi             |                                                                                             | VI       | Medaglia d'Oro (1917 - 1945)                                       | Da Corso A.De Gasperi 270/A – 270/B a Via della Costituente                                                         | 70125                                             |
| Borsellino Paolo e Giovanni Falcone (Viale)    | Carrassi             | Viale Lenin Vladimir I.U. e Trav. al n. 36/A di Via Alberotanza                             | VI       | Vittime di Mafia (1992)                                            | Da Viale Einaudi 11-13 a Via Alberotanza 36/A                                                                       | 70125                                             |
| Bottalico Giuseppe (Via)                       | Carrassi             | I Mediana                                                                                   | VI       | Sindaco di Bari (1849 - 1930)                                      | Tratto da Corso B. Croce 93 a Via Giulio Petroni                                                                    | 70125 (2-16), 70124 (civici restanti)             |
| Bovio Raffaele (Via)                           | San Pasquale         | N.S.P.R.da Via G.Giusso 13/C                                                                | vi       | Avvocato-Sindaco di Bari (1869 - 1962)                             | Dal civico 13/C di Via G. Giusso a Via F. Turati                                                                    | 70126                                             |
| Brancaccio Francesco Maria (Via)               | Picone               | Trav. al n.17 di Via De Ferrariis                                                           | III      | Cardinale nato a Canneto (1592 - 1675)                             | Dal civico 17 di Via Antonio De Ferrariis a Via G. Saverio Poli                                                     | 70124                                             |
| Brennero (Via)                                 | Picone               |                                                                                             | III      | Valico a confine con l'Austria                                     | Da Via Pasubio 204 – 206 a oltre Via Monte Grappa                                                                   | 70125                                             |
| Buccari (Via)                                  | Carrassi             |                                                                                             | VI       | Località storica della 1ª Guerra Mondiale                          | Da Via Pasubio 71 – 85 a Via Donato Gargasole                                                                       | 70125 (1-89,22-76); 70124 (civici restanti)       |
| Caccuri Edmondo (Via)                          | Picone               | I Trav. Matarrese – 1º Tratto                                                               | III      | Deputato (1903 - 1959)                                             | Da Via S. Matarrese a Via Enrico Pappacena                                                                          | 70124                                             |
| Cacucci Francesco (Largo)                      | Picone               |                                                                                             | III      | Editore (1907 - 1983)                                              | Largo compreso tra Viale Nicola Dell’Andro e Via Santi Cirillo e Metodio                                            | 70124                                             |
| Caduti Del Lavoro (Via)                        | San Pasquale         | II Trav. Capurso                                                                            | VI       | A coloro che hanno perso la vita nel proprio lavoro                | Da Via Amendola 192 alla stazione di Mungivacca                                                                     | 70126                                             |
| Caduti Di Nassirya (Viale)                     | Picone               |                                                                                             | III      | 12-nov-03                                                          | Area di circolazione nella zona commerciale di Strada Santa Caterina                                                | 70124                                             |
| Caffè (Stradella Del)                          | Picone               |                                                                                             | III      |                                                                    | Da Viale De Laurentis a Viale S. Dioguardi                                                                          | 70124                                             |
| Calvani (Strada)                               | Carrassi             |                                                                                             | VI       | Toponimo locale                                                    | Da Corso A.De Gasperi 318 a Via Elia del Re                                                                         | 70125                                             |
| Calvani Donato (Strada)                        | Picone               |                                                                                             | III      |                                                                    | Da Viale O. Flacco 5 –7-                                                                                            | 70124                                             |
| Calvario Matteo (Via)                          | Picone               |                                                                                             | III      | Avvocato (1885 - 1963)                                             | N.S.P.R. da Via Giulio Petroni a Viale Luigi De Laurentis                                                           | 70124                                             |
| Campione Francesco (Via)                       | Picone               | I Trav. Giulio Cesare                                                                       | III      | Ginecologo (1862 - 1935)                                           | Da Piazzale Giulio Cesare a Via Paolo Lembo                                                                         | 70124                                             |
| Campione Michele (Giardino)                    | Picone               |                                                                                             | III      |                                                                    | Giardino di via Caccuri e via Redi                                                                                  | 70124                                             |
| Cancello Rotto (Strada)                        | Carrassi             |                                                                                             | VI       |                                                                    | Da Corso A.De Gasperi 407/A – 409 a Via Giulio Petroni 114                                                          | 70125                                             |
| Cannaruto (Stradella)                          | Picone               |                                                                                             | III      |                                                                    | Da Via Giulio Petroni 113 – 115 a Via A. Carrante                                                                   | 70124                                             |
| Capaldi Giuseppe (Via)                         | Carrassi             | I Trav. Re David                                                                            | VI       | Sindaco di Bari (1844 - 1928)                                      | Da Via Re David 119 a Viale Unità d’Italia                                                                          | 70125                                             |
| Capriati Giuseppe (Via)                        | San Pasquale         | Trav. Str.lla Barone                                                                        | VI       | Sindaco di Bari                                                    | Da Stradella Barone 02 a Viale L. Einaudi                                                                           | 70125                                             |
| Capruzzi Giuseppe (Via)                        | Picone, Carrassi     | Estramurale Giuseppe                                                                        | III, IV  | Sindaco di Bari (1847 - 1912)                                      | Da Via Amendola 1 a Via Michele Cifarelli – passaggio a livello Bari-Taranto                                        | 70124, 70126                                      |
| Capurso (Vico)                                 | San Pasquale         |                                                                                             | VI       | Comune in provincia di Bari                                        | Da Via Amendola 38 – 40 alla Ferrovia Sud – Est                                                                     | 70126                                             |
| Carafa Ettore (Via)                            | Picone               | Via Africa Italiana, Via Trani                                                              | III      | Martire della libertà (1767 - 1799)                                | Dal civico 16 di Via F. Campione a Viale Ennio                                                                      | 70124                                             |
| Carducci (Strada)                              | Carrassi             |                                                                                             | VI       | Da Corso A.De Gasperi 429 – 429/A a Via Giulio Petroni 118         | | 70125                                             |
| Carnia (Via)                                   | Carrassi             |                                                                                             | VI       | Zona montana del Friuli, località storica della 1ª Guerra Mondiale | Da Via Pasubio 105 – 109 a Via G. Laterza                                                                           | 70125                                             |
| Carnimeo Nicola Gen. (Via)                     | Picone               | Trav. al n.97 di Via Bitritto                                                               | III      | (1887 - 1965)                                                      | Dal civico 97 di Via Bitritto                                                                                       | 70124                                             |
| Carrante Aurelio (Via)                         | Picone               | Trav. al n.1 di Strada Vicinale Cannaruto                                                   | III      | Agronomo (1886 - 1954)                                             | Da Stradella Cannaruto a Viale De Laurentis                                                                         | 70214                                             |
| Cassano Martino (Via)                          | Picone               | Trav. al n.19 a Via G. Saverio Poli                                                         | III      | Pioniere della stampa barese (1861 -1927)                          | Da via G. M. Giovene 19 a via G. S. Poli                                                                            | 70124                                             |
| Castromediano Sigismondo (Via)                 | San Pasquale         |                                                                                             | VI       | Patriota (1811 - 1895)                                             | Da Via Re David 158 – 160 a Via G. Amendola                                                                         | 70126                                             |
| Che Guevara (Via)                              | Picone               | prolungamento di Via Mauro Amoruso                                                          | III      | Militare dell'esercito cubano                                      | Dal civico 88 di Viale J. F. Kennedy verso Viale Mohandas Gandhi                                                    | 70124                                             |
| Chieco Francesco (Via)                         | Picone               | Parall. Via Martiri d’Avola                                                                 | III      | Sindaco di Bari (1899-1981)                                        | Da Viale Pasteur a Via delle Murge                                                                                  | 70124                                             |
| Ciaia Ignazio (Largo)                          | Carrassi             | Largo Corso Sicilia                                                                         | VI       | Poeta e martire dell'Arcadia (1766 -1799)                          | Tra Corso B. Croce e le Vie F. Muciaccia e P. Iolanda                                                               | 70125                                             |
| Ciasca Agostino Card. (Via)                    | Picone               | Trav. al n.47/F di Via C. Rosalba                                                           | III      | Orientalista (1835 - 1902)                                         | Dal civico 47/F di Via C. Rosalba a Via S. Matarrese                                                                | 70124                                             |
| Cifarelli Michele (Via)                        | Picone               | Tratto iniziale di Via Brigata e Divisione Bari                                             | III      | Meridionalista (1913 - 1998)                                       | Da Via Giuseppe Capruzzi a Strada San Giorgio Martire                                                               | 70124                                             |
| Cimmarrusti Vittoriano (Via)                   | Picone               |                                                                                             | III      | Medaglia d'Oro (1912 - 1936)                                       | Da Via M. Cifarelli 24 – 26 a Via Pietrocola                                                                        | 70124                                             |
| Cirillo Domenico (Via)                         | San Pasquale         |                                                                                             | VI       | Medico e patriota (1739 - 1799)                                    | Da Via Pisacane 58 a Via Amendola 129 – 131                                                                         | 70126                                             |
| Colajanni Napoleone (Via)                      | San Pasquale         |                                                                                             | VI       | Meridionalista e sociologo (1847 - 1921)                           | Da Viale Omodeo a Viale Einaudi                                                                                     | 70125                                             |
| Colapietro (Via)                               | Picone               | II Priv. Petroni poi Via Liberia                                                            | III      | Medaglia d'Oro (1930)                                              | Da Via M. Cifarelli 42 – 50 a Via Potenza 17                                                                        | 70124                                             |
| Colella Giovanni (Via)                         | Carrassi             |                                                                                             | VI       | Apostolo del socialismo (1867 - 1953)                              | Da Largo M.Spinelli a Via De Samuele-Cagnazzi                                                                       | 70124                                             |
| Colletta Pietro (Via)                          | Picone               |                                                                                             | III      | Storico (1775 - 1831)                                              | Da Via delle Murge 45 a Viale L. Pasteur                                                                            | 70124                                             |
| Collodi Carlo (Via                             | Picone               | I Trav. Palermo – già I Trav. Salandra                                                      | III      | Creatore di Pinocchio (1826 - 1890)                                | Da Viale Salandra 12 a Via Devitofrancesco                                                                          | 70124                                             |
| Colonna Ettore (Via)                           | San Pasquale         | Trav. al n.206/D di Via Giuseppe Fanelli                                                    | VI       | Amministratore Comunale                                            | Dal civico 206/D di Via Giuseppe Fanelli                                                                            | 70125                                             |
| Comes Orazio (Via)                             | Picone               | N.S.P.R. da Strada S. Lioce 22                                                              | III      | Scienziato (1848 - 1917)                                           | Da Via Giuseppe S.Poli a Via Nicola Garrone                                                                         | 70124                                             |
| Concilio Vaticano II (Viale Del)               | Picone               | II Trav. Consultore e Parall. Giulio Petroni 1º tratto e II trav. G. Petroni                | III      | (1962 - 1965)                                                      | Da Viale Papa Giovanni XXIII 18 – 20 a Viale J. F. Kennedy                                                          | 70124                                             |
| Costituente (Via Della)                        | Carrassi             |                                                                                             | VI       | Assemblea che redisse la Costituzione (1948)                       | Da Viale L. Sturzo a Viale L. Einaudi                                                                               | 70125                                             |
| Cotugno Domenico (Viale)                       | Picone               |                                                                                             | III      | Medico (1736 - 1822)                                               | Da Viale Papa Giovanni XXIII a Via Gen. Bellomo                                                                     | 70124                                             |
| Cozzoli Giovanni (Via)                         | Carrassi             | II Trav. Re David                                                                           | VI       | Patriota (1791 - 1864)                                             | Da Via Re David 71 a Via Francesco Muciaccia                                                                        | 70125                                             |
| Croce Benedetto (Corso)                        | Carrassi             | Corso Sicilia 1º tratto – Corso 28 Ottobre – Via Michele Mirenghi                           | VI       | Filosofo (1866 - 1952)                                             | Tratto compreso tra Via G. Capruzzi e i Viali Papa Giovanni XXIII e Luigi Sturzo                                    | 70125                                             |
| Crocifisso (Strada)                            | San Pasquale         |                                                                                             | VI       |                                                                    | Da Via Caduti del Lavoro al confine di Triggiano                                                                    | 70126                                             |
| Cuoco Vincenzo (Via)                           | Carrassi             | II Trav. Toti                                                                               | VI       | Storico (1770 - 1823)                                              | Tra i civici 59 e 61 di Via Enrico Toti                                                                             | 70125                                             |
| D’agostino Lorenzo (Via)                       | San Pasquale         | Traversa Bissolati                                                                          | VI       | Medico (1914 - 1990)                                               | Da Via L. Bissolati a Via G. Fanelli                                                                                | 70125                                             |
| Datto Effrem (Via)                             | Carrassi             | Trav. Giulio Petroni 104/F                                                                  | VI       | Martire dell'insurrezione di Bari (1009)                           | Da Via Giulio Petroni 104/F a Via De Ninno                                                                          | 70124                                             |
| De Amicis Edmondo (Via)                        | Carrassi             |                                                                                             | VI       | Romanziere (1846 - 1908)                                           | Da Corso Benedetto Croce 90 – 96 a Via Zanardelli                                                                   | 70125                                             |
| De Angelis (Strada)                            | Picone               |                                                                                             | III      |                                                                    | Da Via Papa Paolo VI a Via Giulio Petroni                                                                           | 70124                                             |
| De Bellis Raffaele (Giardino)                  | Carrassi             |                                                                                             | VI       | Educatore (1909-1994)                                              | Tra Viale Unità d'Italia, Via L. Galvani, Via Enrico Toti e Via A. Volta                                            | 70125                                             |
| De Bellis Vitantonio (Via)                     | Carrassi             |                                                                                             | VI       | Ragioniere Generale dello Stato (1874-1932)                        | Da Corso Benedetto Croce 9 a Via Antonio e Nicola Sorrentino                                                        | 70126                                             |
| De Deo Emanuele (Via)                          | San Pasquale         |                                                                                             | VI       | Patriota (1772 - 1794)                                             | Da Via Re David 142 – 148 a Via Lattanzio 57 – 59                                                                   | 70126                                             |
| De Ferrariis Antonio (Via)                     | Picone               | I tratto Via S. Lioce                                                                       | III      | Umanista (1444 - 1516)                                             | Da Viale O. Flacco 24 a Largo Nitti                                                                                 | 70124                                             |
| De Gasperi Alcide (Corso)                      | Carrassi             | Corso Sicilia 2º tratto – Corso 28 Ottobre                                                  | VI       | Politico (1881 - 1954)                                             | Da Viale Papa Giovanni XXIII e Viale L. Sturzo a Via G. De Marinis                                                  | 70125                                             |
| De Gemmis Nicola (Via)                         | Picone               | I Trav. Pasubio                                                                             | III      | Sindaco di Bari (1818 - 1883)                                      | Dopo il civico 175/C di Via Pasubio a Via Paolo Lembo                                                               | 70124                                             |
| De Laurentis Luigi (Viale)                     | Picone               | Parall. Via Giulio Petroni 2º tratto                                                        | III      | Patriota (1815 - 1872)                                             | Da Viale J. F. Kennedy 50 – 52 a Via M. Mitolo                                                                      | 70124                                             |
| De Napoli Michele (Via)                        | San Pasquale         |                                                                                             | VI       | Pittore (1808 - 1892)                                              | Da Via F. Muciaccia a Via F. Lattanzio 9 – 15                                                                       | 70125(1--7/C,2-4/C); 70126 (civici restanti)      |
| De Ninno Giuseppe (Via)                        | Carrassi             |                                                                                             | VI       | Storico (1852 1930)                                                | Da Largo M.Spinelli a Viale Kennedy                                                                                 | 70124                                             |
| De Nittis Giuseppe (Via)                       | San Pasquale         | Via Dei Tredici                                                                             | VI       | Pittore (1846 - 1884)                                              | Da Via Re David 80 – 82 a Via Trento 55 – 57                                                                        | 70126                                             |
| De Robertis Antonio (Via)                      | Carrassi             | I Trav. De Amicis                                                                           | VI       | Avvocato (1865 - 1940)                                             | Dopo il civico 7 di Via E.De Amicis                                                                                 | 70125                                             |
| De Ruggiero Guido (Via)                        | Carrassi             | Priv. Mazzoccoli poi Via Ignazio Ciaia                                                      | VI       | Storico della filosofia (1888 - 1948)                              | Da Corso Benedetto Croce 128 – 130 a Via Re David 189 – 191                                                         | 70125                                             |
| De Samuele-Cagnazzi Luca (Via)                 | Carrassi             | II Trav. Giulio Petroni                                                                     | VI       | Economista e patriota (1764 - 1852)                                | Da Via Giulio Petroni dopo il civico 100 a Corso A. De Gasperi                                                      | 70124                                             |
| De Viti De Marco Antonio (Via)                 | Carrassi             | Trav. Re David 213                                                                          | VI       | Economista (1858 - 1943)                                           | Da Via Giuseppe Fanelli 213 a Via Pavoncelli                                                                        | 70125                                             |
| Del Drago Giuseppe (Via)                       | Carrassi             | IV Trav. Via Giulio Petroni                                                                 | VI       | Patriota (1813 - 1869)                                             | Da Via Giulio Petroni 104/F a Via G. De Ninno                                                                       | 70124                                             |
| Del Re Elia (Via)                              | Carrassi             | Trav. al n.12/A di Strada Vassallo                                                          | VI       | Astronomo barese (1654 - 1733)                                     | Da Strada Vassallo 12 a Via O. Marzano                                                                              | 70125                                             |
| Dell’andro Nicola (Viale)                      | Picone               | N.S.P.R. dopo il civico 38/F di Via Camillo Rosalba, ha assorbito Strada Piscina del Sorcio | III      | Pedagogista (1918 - 1978)                                          | Dopo il civico 38/F di Via C. Rosalba a Piazzale Mater                                                              | 70124                                             |
| Dell’andro Renato (Via)                        | Picone               | Tratto terminale di Via Michele Mitolo                                                      | III      | Giudice Costituzionale (1922 - 1990)                               | Da Viale Giuseppe Bartolo a Via Camillo Rosalba                                                                     | 70124                                             |
| Devitofrancesco Gaetano (Via)                  | Picone               | Via Angeli                                                                                  | III      | Medaglia d'Oro (1900 - 1936)                                       | Da Via G.ppe Capruzzi 240 a Via Paolo Lembo                                                                         | 70124                                             |
| Di Cagno Vitantonio (Via)                      | Picone               | (Già Prol.to Aurelio Carrante e comprende la num. di Via G.Petroni 99/c                     | III      | Sindaco di Bari (1897 - 1977)                                      | Da Via Aurelio Carrante a Viale Luigi De Laurentis                                                                  | 70124                                             |
| Di Francia Can. Annibale Maria (Via)           | San Pasquale         | Trav. Via Quarto                                                                            | VI       | Educatore (1851 - 1927)                                            | Da Via Postiglione ad oltre Via Quarto                                                                              | 70125                                             |
| Di Tullio Vito Nicola (Via)                    | Picone               | Via Monfalcone e Trav. Viale Ennio                                                          | III      | Sindaco e Deputato di Bari (1849-1913)                             | Da Viale Salandra 11 – 13 ad oltre Viale Ennio                                                                      | 70124                                             |
| Di Vittorio Giuseppe (Viale)                   | Carrassi             | Trav. Re David 199                                                                          | VI       | Sindacalista e parlamentare (1892-1959)                            | Tratto compreso tra Via Re David 199/G e Largo 2 Giugno                                                             | 70125                                             |
| Dioguardi Saverio (Viale)                      | Picone               | Trav. al n.17 di Viale Luigi De Laurentis                                                   | III      | Architetto (1888 - 1961)                                           | da Via S. Tommaso d'Aquino ad oltre Viale De Laurentis                                                              | 70124                                             |
| Diomede-Fresa Cesare (Via)                     | San Pasquale         | Trav. al n.160 di Via G.Amendola                                                            | VI       | Benefattore (1881 - 1972)                                          | Da Via G. Amendola 160, si congiunge con Viale Vito V.Lenoci                                                        | 70126                                             |
| Divisione Paracadutisti Folgore (Via)          | Carrassi             | Trav. al n.19 di Via Alberotanza                                                            | VI       | Reparto dell'Esercito                                              | Dal civico 19 di Via Alberotanza a Strada Calvani                                                                   | 70125                                             |
| Doberdò (Via)                                  | Carrassi             |                                                                                             | VI       | Comune del Friuli-Venezia Giulia                                   | Da Via Monte Grappa 44 – 46 a Via Piave 35                                                                          | 70125                                             |
| Dodaro Silvio (Via)                            | Picone               | II Trav. Pasubio                                                                            | III      | Pittore (1902 - 1968)                                              | Dal civico 187 di Via Pasubio                                                                                       | 70124                                             |
| Dorso Guido (Via)                              | San Pasquale         | IV Trav. Re David e sua prosecuzione ad Est                                                 | VI       | Meridionalista (1892 -1947)                                        | Da Via G.Fanelli a Via Napoleone Colajanni                                                                          | 70125                                             |
| Due Giugno (Largo)                             | Carrassi             |                                                                                             | VI       | Proclamazione della Repubblica                                     | Largo compreso tra i Viali della Repubblica, Sturzo e Di Vittorio                                                   | 70125                                             |
| Einaudi Luigi (Viale)                          | San Pasquale         | Trav. Corso Sicilia 276, Trav. Re David e Str.lla Gargano                                   | VI       | Statista (1874 -1961)                                              | Da Corso A.De Gasperi 276 a Via Amendola 195/C                                                                      | 70125                                             |
| Einstein Albert (Via)                          | Picone               | Trav. Via Petroni 31                                                                        | III      | Fisico (1879 - 1955)                                               | Da Via Petroni a Via Devitofrancesco                                                                                | 70124                                             |
| Ennio Quinto (Viale)                           | Picone               | Via Otranto – già Via Brindisi                                                              | III      | Poeta latino (239-169 a.C.)                                        | Da Via Capruzzi-Piazza Giulio Cesare                                                                                | 70124                                             |
| Escriva’ Josemaria San (Viale)                 | Picone               | Tratto al 47/E di Via Camillo Rosalba                                                       | III      | Fondatore dell'Opus Dei Pellegrino a San Nicola                    | Dall’altezza del civico 47/E di Via C. Rosalba a Via S. Matarrese                                                   | 70124                                             |
| Fanelli Giuseppe (Via)                         | Carrassi             | Via Re David 2º tratto                                                                      | VI       | Sindaco di Bari nel 1813                                           | Da Viale Vittorio e Via E. Orabona                                                                                  | 70125                                             |
| Favia Armando (Via)                            | Picone               | Trav. Mauro Amoruso                                                                         | III      | Pluridecorato al V. C. (1879 - 1946)                               | Da Via Mauro Amoruso a Viale Papa Pio XII                                                                           | 70124                                             |
| Filangieri Gaetano (Via)                       | San Pasquale         |                                                                                             | VI       | Economista e giurista (1752 - 1788)                                | Da Via Maria Cristina di Savoia, 35 – 43 a Via D. Cirillo, dopo il civico 52                                        | 70126                                             |
| Fiore Pasquale (Via)                           | Carrassi             |                                                                                             | VI       | Sommo giurista (1837 - 1914)                                       | Da Corso Benedetto croce 116 a Via Zanardelli                                                                       | 70125                                             |
| Flacco Orazio (Viale)                          | Picone               |                                                                                             | III      | Grande poeta latino (65 a.C. - 8 a.C.)                             | Da Piazzale Giulio Cesare 11 a Via Bonomo e Via Pansini                                                             | 70124                                             |
| Foggia (Via)                                   | Picone               |                                                                                             | III      | Città della Puglia                                                 | Tra Viale Calandra 27/C – 29 a Viale Ennio 54 – 68                                                                  | 70124                                             |
| Fornelli Nicola (Via)                          | Carrassi             |                                                                                             | VI       | Pedagogista (1843 - 1916)                                          | Da Via L.Pinto 22 a Viale della Repubblica                                                                          | 70125                                             |
| Fortunato Giustino (Via)                       | San Pasquale         | Sub-Traversa al n.16 della IV Trav. Re David                                                | VI       | Meridionalista (1848 - 1932)                                       | 1º Tratto da Via E.Orabona a Via A.Omodeo 2º tratto da Via A. Omodeo a Viale L. Eiunaudi                            | 70125                                             |
| Franchetti Leopoldo (Via)                      | Carrassi             | I Trav. Galiani                                                                             | VI       | Politico (1847 - 1917)                                             | Piazzale Locchi a Via Enrico Toti                                                                                   | 70125                                             |
| Gabrieli Andrea (Via)                          | Carrassi             | Via priv. De Bellis                                                                         | VI       | Letterato (1838 - 1917)                                            | Da Corso A.De Gasperi 202 a Via della Costituente                                                                   | 70125                                             |
| Galiani Michele (Via)                          | Carrassi             | Priv. De Palma                                                                              | VI       | Pittore (1845 - 1917)                                              | Corso Croce 86 a Via L. Franchetti                                                                                  | 70125                                             |
| Gandhi Mohandas (Viale)                        | Picone               |                                                                                             | III      | (1869 - 1948)                                                      | Tratto della III Mediana Bis – da Via Giulio Petroni a Viale De Laurentis                                           | 70124                                             |
| Gargasole Donato (Via)                         | Carrassi             | N.S.P.R. al n.145 di Via Buccari                                                            | VI       | Medico (1887 - 1966)                                               | Dal civico 145 di Via Buccari a Corso B.Croce                                                                       | 70124                                             |
| Garrone Nicola (Via)                           | Picone               | Traversa “Petrera 78”                                                                       | III      | Economista (1877 - 1959)                                           | Dal civico 78 di Via Daniele Petrera a Largo F. S. Nitti                                                            | 70124                                             |
| Giannini Mario (Via)                           | San Pasquale         | Traversa Conte Giusso                                                                       | VI       | Pubblico Amministratore (1925 -2000)                               | Da Via Conte Giusso dopo il civico 2 fino all'incrocio con Prol. Via Tupputi                                        | 70126                                             |
| Giannone Pietro (Via)                          | San Pasquale         | Priv. Stoppelli                                                                             | VI       | Da Via Amendola 144/A a I Trav. Giannone                           | | 70126                                             |
| Giovene Giuseppe Maria (Via)                   | Picone               | II Parallela O.Flacco                                                                       | III      | Naturalista (1753 - 1837)                                          | Da Via D. Petrera 58 – 60 a Viale Papa Giovanni XXIII                                                               | 70124                                             |
| Giulio Cesare (Piazzale)                       | Picone               |                                                                                             | III      | Dittatore di Roma (100 a.C. - 44 a.C.)                             | Piazza antistante il Policlinico                                                                                    | 70124                                             |
| Giusso Girolamo Conte (Via)                    | San Pasquale         | Via S. Antonio Grande                                                                       | VI       | Politico (1843 - 1921)                                             | Da Via Amendola 219 - Via Fanelli 214                                                                               | 70125                                             |
| Gobetti Pietro (Via)                           | Carrassi             | Trav. al n.181 di Via Re David                                                              | VI       | Scrittore - Patriota (1901 - 1926)                                 | Dal civico 181 di Via Re David a Via G.Zanardelli                                                                   | 70125                                             |
| Gorjux Raffaele (Via)                          | Picone               | Trav. all’11 di Via Zuccaro                                                                 | iii      | Pioniere della stampa barese (1885-1943)                           | Da Via Zuccaro 11 a Via Daniele Petrera 78                                                                          | 70124                                             |
| Grimoaldo Degli Alfaraniti (Via)               | Carrassi             | III Trav. Giulio Petroni                                                                    | VI       | Governatore di Bari (sec. XII)                                     | Da Via Giulio Petroni 104 con deviazione verso Via Monte S.Michele                                                  | 70124                                             |
| Guanella Don Luigi (Via)                       | Picone               | Parallela di Viale De Laurentis                                                             | III      | (1842 - 1915)                                                      | Da Via A. Lucarelli 5 a Piazzale Mater Ecclesiae                                                                    | 70124                                             |
| Guevara Gennaro (Via)                          | Picone               | Trav. al n.10 di Via Niceforo                                                               | III      | Arcivescovo-patriota (1748 - 1814)                                 | Da Via Niceforo 10 a Via S.Lioce                                                                                    | 70124                                             |
| Hahnemann Samuel F. (Via)                      | San Pasquale         | Trav. al n.211 di Via Amendola                                                              | VI       | Ideatore della Medicina Omeopatica (1755 - 1843)                   | Dal civico 211 di Via G.Amendola a Via N.Tridente                                                                   | 70126                                             |
| Iolanda Principessa (Via)                      | Carrassi             |                                                                                             | VI       | Figlia di Vittorio Emanuele III                                    | Da Via Re David 35 – 37 a Largo Ignazio Ciaia                                                                       | 70125                                             |
| Isonzo (Via)                                   | Picone, Carrassi     |                                                                                             | III, VI  | Fiume delle Alpi orientali. Località storica                       | 1º Tratto da Corso B.Croce 203 – 205 a oltre Via Timavo - 2º tratto da Via Timavo 9                                 | 70125                                             |
| Jacini Stefano (Via)                           | Carrassi             | Trav. Via Re David 215                                                                      | VI       | Economista (1827 - 1891)                                           | Da Via Giuseppe Fanelli 215 a Via della Costituente                                                                 | 70125                                             |
| Jaja Donato (Via)                              | Picone               | Priv. Di Cagno                                                                              | III      | Filosofo (1839 - 1914)                                             | Via Giulio Petroni 53 a Via Brennero                                                                                | 70124                                             |
| Kennedy John Fitzgerald (Viale)                | Picone, Carrassi     | Trav. Corso Sicilia 393 e V Trav. Giulio Petroni                                            | III, VI  | Uomo politico (1917 - 1963)                                        | Da Via Giulio Petroni a Via Camillo Rosalba. Da Corso A.De Gasperi 391/B e 393/A a Via Giulio Petroni               | 70124                                             |
| Kennedy Robert (Via)                           | Picone               | Prol.to Via Papa Pio XII                                                                    | III      | Senatore (1925 - 1968)                                             | Viale J-F. Kennedy 84/A a Via King                                                                                  | 70124                                             |
| King Martin Luther (Via)                       | Picone               | Trav. Giulio Petroni 93                                                                     | iII      | Premio Nobel per la pace, assassinato (1929 - 1968)                | Da Via Giulio Petroni 93 a Via Camillo Rosalba                                                                      | 70124                                             |
| La Malfa Ugo (Via)                             | Carrassi             |                                                                                             | VI       | Uomo politico (1903 - 1979)                                        | Tratto di P.R. da Corso A.De Gasperi 292 a Viale P. Borsellino e G.Falcone 15                                       | 70125                                             |
| La Sorsa Saverio (Via)                         | Carrassi             | Trav. Giulio Petroni 116/A                                                                  | VI       | Demologo (1877 - 1970)                                             | Via Petroni 116 a Corso De Gasperi                                                                                  | 70124                                             |
| Labarbuta Mario Padre (Via)                    | Picone               | Ultimo tratto di Via Laterza                                                                | III      | Fondatore del Villaggio del Fanciullo (1912 - 1983)                | Da Via Giulio Petroni a Via Francesco Campione                                                                      | 70124                                             |
| Laforgia Pietro Leonida (Via)                  | San Pasquale         |                                                                                             | VI       | Sindaco di Bari (1928 - 1995)                                      | Da Via N. Tridente a Via G.Amendola                                                                                 | 70125                                             |
| Lagravinese Nicola (Via)                       | Carrassi             | I Trav. Vassallo                                                                            | VI       | Medico chirurgo (1883 - 1971)                                      | Dal civico 15/A di Strada Vassallo                                                                                  | 70125                                             |
| Laterza Giovanni (Via)                         | Carrassi             | III Trav. Corso Sicilia e I Trav. G.Petroni                                                 | VIU      | Editore (1873 - 1943)                                              | Da Corso B.Croce 117 a Via Giulio Petroni                                                                           | 70125 (num. 1-29 e 2-24), 70124 (civici restanti) |
| Lattanzio Francesco (Via)                      | San Pasquale         | Via Gondar                                                                                  | VI       | Politico (1836 - 1897)                                             | Da Via G.Capruzzi 36 a Via Postiglione                                                                              | 70126                                             |
| Lattanzio Onofrio Avv. (Via)                   | Carrassi             | Trav. al n.318/F di Corso A.De Gasperi                                                      | VI       | Presidente dell'Amm.ne Prov.le (1894 - 1970)                       | Dal civico 318/F di Corso A.De Gasperi                                                                              | 70125                                             |
| Lecce (Via)                                    | Picone               |                                                                                             | III      | Città della Puglia                                                 | Da Viale Salandra 21 a Viale Ennio                                                                                  | 70124                                             |
| Lembo Paolo (Via)                              | Picone               | Via Luigi                                                                                   | III      | Sindaco e Deputato di Bari (1865 - 1956)                           | Da Viale Salandra 16/C a Via Giulio Petroni                                                                         | 70124                                             |
| Lenoci Vito Vittorio (Viale)                   | San Pasquale         | Trav. al n.174 di Via Amendola                                                              | VI       | Deputato al Parlamento (1934 - 1978)                               | Da Via G.Amendola 174, si congiunge con Via Cesare Diomede-Fresa                                                    | 70126                                             |
| Lioce S. (Via)                                 | Picone               |                                                                                             | III      |                                                                    | Da Viale Papa Giovanni XXIII a Viale J.F.Kennedy                                                                    | 70124                                             |
| Locchi Vittorio (Piazzale)                     | Carrassi             |                                                                                             | VI       | Poeta (1889 - 1917)                                                | Piazza compresa tra Viale U. D’Italia e Viale A. Meucci                                                             | 70125                                             |
| Lojacono Ignazio (Via)                         | San Pasquale         | Prolungamento O. Tupputi                                                                    | VI       | Benemerito uomo di sport (1922-2009)                               | prosecuzione della via O. Tupputi                                                                                   | 70126                                             |
| Longo Bartolo (Via)                            | Picone               | Trav. al n.14/B di Via G.Modugno – Trav. Via Consultore                                     | III      | Teologo (1841 - 1926)                                              | Da Via G. Modugno 14/B –14/C a Via Papa Urbano VI                                                                   | 70124                                             |
| Lonigro (Strada)                               | Carrassi             |                                                                                             | VI       | Toponimo locale                                                    | Dopo il civico 393 di Corso A.De Gasperi                                                                            | 70125                                             |
| Lorusso Benedetto (Via)                        | Picone               | Via Sabotino – tratto terminale                                                             | III      | Autore di testi di ragioneria (1869 - 1939)                        | Da Via Giulio Petroni 63 a Largo F.sco S. Nitti                                                                     | 70124                                             |
| Lorusso Leonardo (Largo)                       | San Pasquale         |                                                                                             | VI       | Imprenditore (1907 - 1996)                                         | Largo formatosi tra via Omodeo, Via Franco Sorrentino, Via Salvemini, Via Guido Dorso                               | 70126                                             |
| Lubich Chiara (Giardino)                       | Carrassi             |                                                                                             | VI       | Fondatrice Movimento dei Focolari (1920-2008)                      | Giardino della Chiesa Russa                                                                                         |                                                   |
| Lucarelli Antonio (Via)                        | Picone               | Trav.al n.23 di Viale De Laurentis                                                          | III      | Storico (1874 - 1952)                                              | Da Via Giulio Petroni a Via Camillo Rosalba                                                                         | 70124                                             |
| Lucera (Via)                                   | Picone               |                                                                                             | III      | Città della Puglia                                                 | Viale Salandra 21 a Via Bengasi 24                                                                                  | 70124                                             |
| Luzzatti Luigi (Via)                           | Carrassi             | Trav. al 17/H di Viale Luigi Einaudi                                                        | VI       | Economista (1841 - 1927)                                           | Da Viale Luigi Einaudi 17/H                                                                                         | 70125                                             |
| Giuseppe Solarino (Viale)                      | Picone               | Trav. Picone                                                                                | III      | Medico (1904 - 1979)                                               | Cavalcavia che inizia da Via Picone e termina a Viale L.Pasteur                                                     | 70124                                             |

## Municipio 3
| Odonimo                     | Quartiere (Località)           | Precedente odonimo                           | ex Circ. | Note all'odonimo                               | Ubicazione                                                              | Cap   |
| --------------------------- | ------------------------------ | -------------------------------------------- | -------- | ---------------------------------------------- | ----------------------------------------------------------------------- | ----- |
| Lovri Amedeo (Viale) – Z.I. | Stanic                         |                                              | II       | Ingegnere navale (1879 - 1938)                 | Da Viale Columbo a Viale Larocca                                        | 70132 |
| Lutero Martin (Via)         | Stanic                         | III Trav. B. Buozzi – III Trav. Modugno      | II       | (1483 - 1546)                                  | Da Via Bruno Buozzi 94 – 96                                             | 70132 |
| Maestri Del Lavoro (Viale)  | Stanic                         | Trav. al n.35 di Viale De Blasio             | II       |                                                | Da Viale De Blasio 35 a Viale Europa                                    | 70132 |
| Mantova (Via)               | San Paolo                      |                                              | II       | Città della Lombardia                          | Da Via Novara a Via Lombardia                                           | 70132 |
| Maratona (Via Di)           | San Girolamo Fesca             | Trav. al 351 di Via Napoli                   | VIII     | Località storica greca                         | Da Via Napoli 351 a Via G. Verdi (Stadio della Vittoria)                | 70132 |
| Marche (Via)                | San Paolo                      |                                              | II       | Regione dell'Italia centrale                   | Da Viale Lazio a Viale delle Regioni                                    | 70132 |
| Marconi Guglielmo (Via)     | Marconi San Girolamo           |                                              | VIII     | Scienziato (1874 - 1937)                       | Da Via Adriatico a Via Massaua e Lung.re Starita                        | 70132 |
| Marmisti (Via Dei)          | Stanic                         |                                              | II       | Corporazione artigianale                       | Nella nuova zona artigianale a confine con Modugno , da Viale dei Sarti | 70123 |
| Marrone Donato (Via)        | Marconi - San Girolamo - Fesca | I Trav. Lung.re IX Maggio – II Tronco        | VIII     | Musicista (1902 - 1978)                        | Da Lung.re IX Maggio a Via Nino Rota                                    | 70132 |
| Mascagni Pietro (Via)       | San Girolamo Fesca             |                                              | viii     | Musicista (1863 - 1945)                        | Da Viale Mercadante 28 a Via di Maratona                                | 70132 |
| Massa Carlo (Via)           | San Paolo                      | Parallela Strada ex vicinale Caposcardicchio | II       | Studioso di economia (1849 - 1941)             | Da Via N. Cacudi a Via Don Carlo Gnocchi                                | 70132 |
| Massaua (Via)               | San Girolamo Fesca             |                                              | VIII     | Città dell'Eritrea                             | Da Lung.re Starita da est a lato ovest                                  | 70132 |
| Mazzoni Pacifico (Via)      | San Paolo                      | Trav.al n.75 di Viale Europa                 | II       | Matematico (1895 - 1978)                       | Da Viale Europa 75 a Via G. Candura                                     | 70132 |
| Melisurgo Emanuele (Via)    | Stanic                         | Trav. all’11 di Viale Guglielmo Lindemann    | II       | Progettista ferroviario (1809 - 1867)          | Viale G. Lindemann, 11                                                  | 70132 |
| Mercadante Saverio (Viale)  | San Girolamo Fesca             | Viale Catania – Via Arnaldo Mussolini        | VIII     | Compositore altamurano (1795 - 1870)           | Da Via Verdi a Via Napoli 359 – 361                                     | 70132 |
| Messenape (Strada)          | Stanic                         |                                              | II       |                                                | Da Via Martin Lutero - tangenziale                                      | 70132 |
| Messeni - Nemagna (Strada)  | Picone                         |                                              | II       | Proprietari del Teatro Petruzzelli di Bari     | Da Strada Santa Caterina 2                                              | 70124 |
| Metaponto (Via)             | San Paolo                      |                                              | II       | Antica città della Magna Grecia (Taranto)      | Da Via Sicilia a Viale delle Regioni                                    | 70132 |
| Miglionico Andrea (Via)     | San Paolo                      |                                              | II       | Pittore (1663 - 1718)                          | Da Viale delle Regioni,1 a Via Barisano da Trani                        | 70132 |
| Milella Saverio (Via)       | Stanic                         | Trav. Viale F.sco De Blasio, 25              | II       | Fondatore Società "Puglia"                     | Da Viale F.sco De Blasio 25                                             | 70132 |
| Mirizzi Giuseppe (Via)      | San Paolo e Stanic             | Traversa di Viale Europa, 71                 | II       | Benemerito Amministratore Pubblico (1937-2002) | Da Viale Europa all’impianto di depurazione                             | 70132 |
| Mogadiscio (Via)            | San Girolamo Fesca             |                                              | VIII     | Capoluogo della Somalia                        | Da Via Adriatico 3/A – 5 a Via Tripoli                                  | 70132 |
| Mohamed Taher Pacha (Largo) | San Girolamo Fesca             |                                              | VIII     | Ideatore dei Giochi del Mediterraneo           | Largo formatosi tra Via San Francesco alla Rena e Via Bisignani         | 70132 |
| Molise (Via)                | San Paolo                      |                                              | II       | Regione dell'Italia centrale                   | Da Piazza G. Romita a Viale delle Regioni                               | 70132 |
| Montessori Maria (Largo)    |                                |                                              |          |                                                |                                                                         |       |

## Municipio 4
| Odonimo                       | Quartiere (Località) | Precedente odonimo | ex Circ. | Note all'odonimo | Ubicazione                                                               | Cap   |
| ----------------------------- | -------------------- | ------------------ | -------- | ---------------- | ------------------------------------------------------------------------ | ----- |
| Strada Adelfia-Bitritto       | Loseto               |                    | IV       |                  | Da Strada Bari-Bitritto-Adelfia al confine comunale (direzione Bitritto) | 70129 |
| Strada Loseto-Bitritto        | Loseto               |                    | IV       |                  | Da Via Iolanda 12 – 14 al Comune di Bitritto                             | 70129 |
| Strada Campanile              | Loseto               |                    | IV       |                  | Da Strada Loseto-Valenzano in campagna                                   | 70129 |
| Strada in Carrara             | Loseto               |                    | IV       |                  | Da Strada Loseto-Bitritto                                                | 70129 |
| Strada Cisterna di Terrarossa | Loseto               |                    | IV       |                  | Da Strada Loseto-Bitritto a Strada vecchia Bitritto-Ceglie               | 70129 |
| Strada Cotizze                | Loseto               |                    | IV       |                  | Da Strada Deserti o delle Conche, in campagna                            | 70129 |
| Strada Deserti o delle Conche | Loseto               |                    | IV       |                  | Da Via Cavour 54 a Strada Dessuso                                        | 70129 |
| Strada Dessuso – Vigne Nuove  | Loseto               |                    | IV       |                  | Da Strada Deserti in campagna                                            | 70129 |
| Strada Fione                  | Loseto               |                    | IV       |                  | Da Strada Deserti in campagna                                            | 70129 |
| Stradella del Lago            | Loseto               |                    | IV       |                  | Da Strada Loseto-Ceglie a Strada Cisterna di Terra Rossa                 | 70129 |
| Stradella Lama Campanile      | Loseto               |                    | IV       |                  | Da Strada Deserti in campagna                                            | 70129 |
| Strada Lama Gattullo          | Loseto               |                    | IV       |                  | Da Strada Loseto-Ceglie in campagna                                      | 70129 |
| Strada Lama Salvatore         | Loseto               |                    | IV       |                  | Da Strada Loseto-Valenzano in campagna                                   | 70129 |
| Strada Loseto-Canneto         | Loseto               |                    | IV       |                  | Da Via Cavour 49 – 54 a Canneto                                          | 70129 |
| Strada Loseto Valenzano       | Loseto               |                    | IV       |                  | Da Viale Gennaro Trisorio-Liuzzi al Comune di Valenzano                  | 70129 |
| Strada le Macchie             | Loseto               |                    | IV       |                  | Da Viale G. Trisorio-Liuzzi in campagna                                  | 70129 |
| Strada Mandolara              | Loseto               |                    | IV       |                  | da Strada Le Macchie in campagna                                         | 70129 |
| Strada Parchi danese          | Loseto               |                    | IV       |                  | Da Viale G. Trisorio-Liuzzi in campagna                                  | 70129 |
| Strada Torre Lacerta          | Loseto               |                    | IV       |                  | Nella zona rurale di Loseto                                              | 70129 |
| Strada Torre Rossa o Roppo    | Loseto               |                    | IV       |                  | Nella zona rurale di Loseto                                              | 70129 |
| Strada Vigna Nuova            | Loseto               |                    | IV       |                  | Da Strada Loseto-Valenzano in campagna                                   | 70129 |
| Strada degli Zingari          | Loseto               |                    | IV       |                  | Da Strada Deserti in campagna                                            | 70129 |
| Torrebella (Strada)           | Carbonara            |                    | IV       |                  | Dall’incrocio di Via Bitritto al canale deviatore Lamasinata             | 70124 |